# Lista di asteroidi (23001-24000)
Di seguito una lista di asteroidi dal numero 23001 al 24000 con data di scoperta e scopritore.

## 23001-23100
| Nome                | Designazione provvisoria | Data di scoperta | Scopritore   |
| ------------------- | ------------------------ | ---------------- | ------------ |
| 23001 -             | 1999 VS89                | 5 novembre 1999  | LINEAR       |
| 23002 Jillhirsch    | 1999 VX92                | 9 novembre 1999  | LINEAR       |
| 23003 Ziminski      | 1999 VP106               | 9 novembre 1999  | LINEAR       |
| 23004 Triciatalbert | 1999 VH114               | 9 novembre 1999  | CSS          |
| 23005 -             | 1999 VJ114               | 9 novembre 1999  | CSS          |
| 23006 Pazden        | 1999 VX137               | 13 novembre 1999 | LINEAR       |
| 23007 -             | 1999 VC145               | 13 novembre 1999 | CSS          |
| 23008 Rebeccajohns  | 1999 VA149               | 14 novembre 1999 | LINEAR       |
| 23009 -             | 1999 VL149               | 14 novembre 1999 | LINEAR       |
| 23010 Kathyfinch    | 1999 VR158               | 14 novembre 1999 | LINEAR       |
| 23011 Petach        | 1999 VG163               | 14 novembre 1999 | LINEAR       |
| 23012 -             | 1999 VM166               | 14 novembre 1999 | LINEAR       |
| 23013 Carolsmyth    | 1999 VP168               | 14 novembre 1999 | LINEAR       |
| 23014 Walstein      | 1999 VV173               | 15 novembre 1999 | LINEAR       |
| 23015 -             | 1999 VQ179               | 6 novembre 1999  | LINEAR       |
| 23016 Michaelroche  | 1999 VZ184               | 15 novembre 1999 | LINEAR       |
| 23017 Advincula     | 1999 VQ190               | 15 novembre 1999 | LINEAR       |
| 23018 Annmoriarty   | 1999 VY190               | 15 novembre 1999 | LINEAR       |
| 23019 Thomgregory   | 1999 VQ201               | 3 novembre 1999  | LINEAR       |
| 23020 -             | 1999 WY2                 | 27 novembre 1999 | K. Korlević  |
| 23021 -             | 1999 WR3                 | 28 novembre 1999 | T. Kobayashi |
| 23022 -             | 1999 WJ4                 | 28 novembre 1999 | T. Kobayashi |
| 23023 -             | 1999 WA7                 | 28 novembre 1999 | K. Korlević  |
| 23024 -             | 1999 WM7                 | 28 novembre 1999 | K. Korlević  |
| 23025 -             | 1999 WR9                 | 30 novembre 1999 | T. Kobayashi |
| 23026 -             | 1999 WV9                 | 30 novembre 1999 | T. Kobayashi |
| 23027 -             | 1999 WV17                | 30 novembre 1999 | Spacewatch   |
| 23028 -             | 1999 XV3                 | 4 dicembre 1999  | CSS          |
| 23029 -             | 1999 XF4                 | 4 dicembre 1999  | CSS          |
| 23030 Jimkennedy    | 1999 XR7                 | 4 dicembre 1999  | C. W. Juels  |
| 23031 -             | 1999 XX7                 | 3 dicembre 1999  | LINEAR       |
| 23032 Fossey        | 1999 XB8                 | 3 dicembre 1999  | J. Broughton |
| 23033 -             | 1999 XU10                | 5 dicembre 1999  | CSS          |
| 23034 -             | 1999 XJ15                | 5 dicembre 1999  | K. Korlević  |
| 23035 -             | 1999 XS17                | 2 dicembre 1999  | LINEAR       |
| 23036 -             | 1999 XF18                | 3 dicembre 1999  | LINEAR       |
| 23037 -             | 1999 XM18                | 3 dicembre 1999  | LINEAR       |
| 23038 Jeffbaughman  | 1999 XD19                | 3 dicembre 1999  | LINEAR       |
| 23039 -             | 1999 XP20                | 5 dicembre 1999  | LINEAR       |
| 23040 Latham        | 1999 XK22                | 6 dicembre 1999  | LINEAR       |
| 23041 Hunt          | 1999 XL22                | 6 dicembre 1999  | LINEAR       |
| 23042 Craigpeters   | 1999 XR22                | 6 dicembre 1999  | LINEAR       |
| 23043 -             | 1999 XN25                | 6 dicembre 1999  | LINEAR       |
| 23044 Starodub      | 1999 XS25                | 6 dicembre 1999  | LINEAR       |
| 23045 Sarahocken    | 1999 XT27                | 6 dicembre 1999  | LINEAR       |
| 23046 Stevengordon  | 1999 XN28                | 6 dicembre 1999  | LINEAR       |
| 23047 Isseroff      | 1999 XS28                | 6 dicembre 1999  | LINEAR       |
| 23048 Davidnelson   | 1999 XE29                | 6 dicembre 1999  | LINEAR       |
| 23049 -             | 1999 XT30                | 6 dicembre 1999  | LINEAR       |
| 23050 -             | 1999 XJ36                | 6 dicembre 1999  | K. Korlević  |
| 23051 -             | 1999 XF37                | 7 dicembre 1999  | C. W. Juels  |
| 23052 -             | 1999 XK37                | 7 dicembre 1999  | C. W. Juels  |
| 23053 -             | 1999 XD42                | 7 dicembre 1999  | LINEAR       |
| 23054 Thomaslynch   | 1999 XE42                | 7 dicembre 1999  | LINEAR       |
| 23055 Barbjewett    | 1999 XF43                | 7 dicembre 1999  | LINEAR       |
| 23056 -             | 1999 XL44                | 7 dicembre 1999  | LINEAR       |
| 23057 Angelawilson  | 1999 XB45                | 7 dicembre 1999  | LINEAR       |
| 23058 -             | 1999 XP45                | 7 dicembre 1999  | LINEAR       |
| 23059 Paulpaino     | 1999 XT45                | 7 dicembre 1999  | LINEAR       |
| 23060 Shepherd      | 1999 XV46                | 7 dicembre 1999  | LINEAR       |
| 23061 Blueglass     | 1999 XW46                | 7 dicembre 1999  | LINEAR       |
| 23062 Donnamooney   | 1999 XN52                | 7 dicembre 1999  | LINEAR       |
| 23063 Lichtman      | 1999 XH53                | 7 dicembre 1999  | LINEAR       |
| 23064 Mattmiller    | 1999 XE54                | 7 dicembre 1999  | LINEAR       |
| 23065 -             | 1999 XF54                | 7 dicembre 1999  | LINEAR       |
| 23066 Yihedong      | 1999 XN54                | 7 dicembre 1999  | LINEAR       |
| 23067 Ishajain      | 1999 XX54                | 7 dicembre 1999  | LINEAR       |
| 23068 Tyagi         | 1999 XY60                | 7 dicembre 1999  | LINEAR       |
| 23069 Kapps         | 1999 XR64                | 7 dicembre 1999  | LINEAR       |
| 23070 Koussa        | 1999 XV64                | 7 dicembre 1999  | LINEAR       |
| 23071 Tinaliu       | 1999 XH65                | 7 dicembre 1999  | LINEAR       |
| 23072 -             | 1999 XS71                | 7 dicembre 1999  | LINEAR       |
| 23073 -             | 1999 XT75                | 7 dicembre 1999  | LINEAR       |
| 23074 Sarakirsch    | 1999 XJ78                | 7 dicembre 1999  | LINEAR       |
| (23075) 1999 XV83   | 1999 XV83                | 7 dicembre 1999  | LINEAR       |
| 23076 -             | 1999 XP93                | 7 dicembre 1999  | LINEAR       |
| 23077 -             | 1999 XZ93                | 7 dicembre 1999  | LINEAR       |
| 23078 -             | 1999 XB95                | 7 dicembre 1999  | CSS          |
| 23079 Munguia       | 1999 XO97                | 7 dicembre 1999  | LINEAR       |
| 23080 -             | 1999 XH100               | 7 dicembre 1999  | LINEAR       |
| 23081 -             | 1999 XQ105               | 11 dicembre 1999 | J. M. Roe    |
| 23082 -             | 1999 XK107               | 4 dicembre 1999  | CSS          |
| 23083 -             | 1999 XU110               | 5 dicembre 1999  | CSS          |
| 23084 -             | 1999 XU113               | 11 dicembre 1999 | LINEAR       |
| 23085 -             | 1999 XM116               | 5 dicembre 1999  | CSS          |
| 23086 -             | 1999 XB118               | 5 dicembre 1999  | CSS          |
| 23087 -             | 1999 XL118               | 5 dicembre 1999  | CSS          |
| 23088 -             | 1999 XR118               | 5 dicembre 1999  | CSS          |
| 23089 -             | 1999 XC119               | 5 dicembre 1999  | CSS          |
| 23090 -             | 1999 XX121               | 7 dicembre 1999  | CSS          |
| 23091 Stansill      | 1999 XP128               | 7 dicembre 1999  | LINEAR       |
| 23092 -             | 1999 XT136               | 14 dicembre 1999 | C. W. Juels  |
| 23093 -             | 1999 XW136               | 14 dicembre 1999 | C. W. Juels  |
| 23094 -             | 1999 XF143               | 15 dicembre 1999 | C. W. Juels  |
| 23095 -             | 1999 XP144               | 15 dicembre 1999 | T. Urata     |
| 23096 Mihika        | 1999 XT156               | 8 dicembre 1999  | LINEAR       |
| 23097 -             | 1999 XF157               | 8 dicembre 1999  | LINEAR       |
| 23098 Huanghuang    | 1999 XH158               | 8 dicembre 1999  | LINEAR       |
| 23099 -             | 1999 XA160               | 8 dicembre 1999  | LINEAR       |
| 23100 -             | 1999 XN164               | 8 dicembre 1999  | LINEAR       |

## 23101-23200
| Nome                 | Designazione provvisoria | Data di scoperta  | Scopritore               |
| -------------------- | ------------------------ | ----------------- | ------------------------ |
| 23101 -              | 1999 XP164               | 8 dicembre 1999   | LINEAR                   |
| 23102 Dayanli        | 1999 XA168               | 10 dicembre 1999  | LINEAR                   |
| 23103 -              | 1999 XK169               | 10 dicembre 1999  | LINEAR                   |
| 23104 -              | 1999 XK182               | 12 dicembre 1999  | LINEAR                   |
| 23105 -              | 1999 XN184               | 12 dicembre 1999  | LINEAR                   |
| 23106 -              | 1999 XM191               | 12 dicembre 1999  | LINEAR                   |
| 23107 -              | 1999 XA242               | 13 dicembre 1999  | CSS                      |
| 23108 -              | 1999 YP9                 | 31 dicembre 1999  | T. Kobayashi             |
| 23109 Masayanagisawa | 1999 YD13                | 30 dicembre 1999  | LONEOS                   |
| 23110 Ericberne      | 2000 AE                  | 2 gennaio 2000    | C. W. Juels              |
| 23111 Fritzperls     | 2000 AG                  | 2 gennaio 2000    | C. W. Juels              |
| 23112 -              | 2000 AG3                 | 2 gennaio 2000    | LINEAR                   |
| 23113 Aaronhakim     | 2000 AE13                | 3 gennaio 2000    | LINEAR                   |
| (23114) 2000 AL16    | 2000 AL16                | 3 gennaio 2000    | LINEAR                   |
| 23115 Valcourt       | 2000 AS18                | 3 gennaio 2000    | LINEAR                   |
| 23116 Streich        | 2000 AW22                | 3 gennaio 2000    | LINEAR                   |
| 23117 -              | 2000 AC25                | 3 gennaio 2000    | LINEAR                   |
| (23118) 2000 AU27    | 2000 AU27                | 3 gennaio 2000    | LINEAR                   |
| (23119) 2000 AP33    | 2000 AP33                | 3 gennaio 2000    | LINEAR                   |
| 23120 Paulallen      | 2000 AP50                | 5 gennaio 2000    | C. W. Juels              |
| 23121 Michaelding    | 2000 AP51                | 4 gennaio 2000    | LINEAR                   |
| 23122 Lorgat         | 2000 AU52                | 4 gennaio 2000    | LINEAR                   |
| (23123) 2000 AU57    | 2000 AU57                | 4 gennaio 2000    | LINEAR                   |
| 23124 -              | 2000 AW82                | 5 gennaio 2000    | LINEAR                   |
| 23125 -              | 2000 AK94                | 4 gennaio 2000    | LINEAR                   |
| (23126) 2000 AK95    | 2000 AK95                | 4 gennaio 2000    | LINEAR                   |
| 23127 -              | 2000 AV97                | 4 gennaio 2000    | LINEAR                   |
| 23128 Dorminy        | 2000 AQ98                | 5 gennaio 2000    | LINEAR                   |
| 23129 -              | 2000 AO100               | 5 gennaio 2000    | LINEAR                   |
| 23130 -              | 2000 AZ106               | 5 gennaio 2000    | LINEAR                   |
| 23131 Debenedictis   | 2000 AS128               | 5 gennaio 2000    | LINEAR                   |
| 23132 -              | 2000 AT131               | 3 gennaio 2000    | LINEAR                   |
| 23133 Rishinbehl     | 2000 AO139               | 5 gennaio 2000    | LINEAR                   |
| 23134 -              | 2000 AU142               | 5 gennaio 2000    | LINEAR                   |
| 23135 Pheidas        | 2000 AN146               | 7 gennaio 2000    | LINEAR                   |
| 23136 -              | 2000 AD148               | 5 gennaio 2000    | LINEAR                   |
| 23137 -              | 2000 AV148               | 7 gennaio 2000    | LINEAR                   |
| 23138 -              | 2000 AV150               | 8 gennaio 2000    | LINEAR                   |
| 23139 -              | 2000 AP151               | 8 gennaio 2000    | LINEAR                   |
| 23140 -              | 2000 AW154               | 3 gennaio 2000    | LINEAR                   |
| 23141 -              | 2000 AB163               | 5 gennaio 2000    | LINEAR                   |
| 23142 -              | 2000 AM165               | 8 gennaio 2000    | LINEAR                   |
| 23143 -              | 2000 AZ177               | 7 gennaio 2000    | LINEAR                   |
| (23144) 2000 AY182   | 2000 AY182               | 7 gennaio 2000    | LINEAR                   |
| 23145 -              | 2000 AB187               | 8 gennaio 2000    | LINEAR                   |
| 23146 -              | 2000 AM200               | 9 gennaio 2000    | LINEAR                   |
| 23147 -              | 2000 AQ228               | 5 gennaio 2000    | LINEAR                   |
| 23148 -              | 2000 AR242               | 7 gennaio 2000    | LINEAR                   |
| 23149 -              | 2000 AF244               | 8 gennaio 2000    | LINEAR                   |
| 23150 -              | 2000 AG244               | 8 gennaio 2000    | LINEAR                   |
| 23151 Georgehotz     | 2000 BH27                | 30 gennaio 2000   | LINEAR                   |
| (23152) 2000 CS8     | 2000 CS8                 | 2 febbraio 2000   | LINEAR                   |
| 23153 Andrewnowell   | 2000 CH46                | 2 febbraio 2000   | LINEAR                   |
| 23154 -              | 2000 CL58                | 5 febbraio 2000   | LINEAR                   |
| 23155 Judithblack    | 2000 CK86                | 4 febbraio 2000   | LINEAR                   |
| 23156 -              | 2000 DM3                 | 28 febbraio 2000  | K. Korlević, M. Jurić    |
| 23157 -              | 2000 DH19                | 29 febbraio 2000  | LINEAR                   |
| 23158 Bouligny       | 2000 DN99                | 29 febbraio 2000  | LINEAR                   |
| 23159 -              | 2000 EB58                | 8 marzo 2000      | LINEAR                   |
| 23160 -              | 2000 EN201               | 13 marzo 2000     | LINEAR                   |
| 23161 -              | 2000 FS3                 | 28 marzo 2000     | LINEAR                   |
| 23162 Alexcrook      | 2000 FX48                | 30 marzo 2000     | LINEAR                   |
| 23163 -              | 2000 FG49                | 30 marzo 2000     | LINEAR                   |
| 23164 Badger         | 2000 GR73                | 5 aprile 2000     | LINEAR                   |
| 23165 Kakinchan      | 2000 GO81                | 6 aprile 2000     | LINEAR                   |
| 23166 Bilal          | 2000 GE104               | 7 aprile 2000     | LINEAR                   |
| 23167 -              | 2000 GL124               | 7 aprile 2000     | LINEAR                   |
| 23168 Lauriefletch   | 2000 GZ136               | 12 aprile 2000    | LINEAR                   |
| 23169 Michikami      | 2000 GK174               | 5 aprile 2000     | LONEOS                   |
| 23170 -              | 2000 GZ178               | 4 aprile 2000     | LINEAR                   |
| 23171 -              | 2000 HF10                | 27 aprile 2000    | LINEAR                   |
| 23172 Williamartin   | 2000 HU22                | 29 aprile 2000    | LINEAR                   |
| 23173 Hideaki        | 2000 HF26                | 24 aprile 2000    | LONEOS                   |
| 23174 -              | 2000 HM40                | 30 aprile 2000    | Spacewatch               |
| 23175 -              | 2000 HL87                | 27 aprile 2000    | LINEAR                   |
| 23176 Missacarvell   | 2000 JK44                | 7 maggio 2000     | LINEAR                   |
| 23177 -              | 2000 JD58                | 6 maggio 2000     | LINEAR                   |
| 23178 Ghaben         | 2000 KJ21                | 28 maggio 2000    | LINEAR                   |
| 23179 Niedermeyer    | 2000 KF28                | 28 maggio 2000    | LINEAR                   |
| 23180 Ryosuke        | 2000 KH57                | 28 maggio 2000    | LONEOS                   |
| 23181 -              | 2000 LP20                | 8 giugno 2000     | LINEAR                   |
| 23182 Siyaxuza       | 2000 OV12                | 23 luglio 2000    | LINEAR                   |
| 23183 -              | 2000 OY21                | 28 luglio 2000    | R. H. McNaught           |
| 23184 -              | 2000 OD36                | 23 luglio 2000    | LINEAR                   |
| 23185 -              | 2000 PQ7                 | 2 agosto 2000     | LINEAR                   |
| 23186 Knauss         | 2000 PO8                 | 6 agosto 2000     | W. G. Dillon, C. Gustava |
| 23187 -              | 2000 PN9                 | 8 agosto 2000     | LINEAR                   |
| 23188 -              | 2000 PJ20                | 1 agosto 2000     | LINEAR                   |
| 23189 -              | 2000 PT23                | 2 agosto 2000     | LINEAR                   |
| 23190 Klages-Mundt   | 2000 QP29                | 24 agosto 2000    | LINEAR                   |
| 23191 Sujaytyle      | 2000 QD45                | 24 agosto 2000    | LINEAR                   |
| 23192 Caysvesterby   | 2000 QN122               | 25 agosto 2000    | LINEAR                   |
| 23193 -              | 2000 QK181               | 31 agosto 2000    | LINEAR                   |
| 23194 -              | 2000 RF1                 | 1 settembre 2000  | LINEAR                   |
| 23195 -              | 2000 RA58                | 7 settembre 2000  | Spacewatch               |
| 23196 -              | 2000 RY59                | 5 settembre 2000  | K. Korlević              |
| 23197 Danielcook     | 2000 RA62                | 1 settembre 2000  | LINEAR                   |
| 23198 Norvell        | 2000 RL68                | 2 settembre 2000  | LINEAR                   |
| 23199 Bezdek         | 2000 RB92                | 3 settembre 2000  | LINEAR                   |
| 23200 -              | 2000 SH3                 | 20 settembre 2000 | LINEAR                   |

## 23201-23300
| Nome                | Designazione provvisoria | Data di scoperta  | Scopritore     |
| ------------------- | ------------------------ | ----------------- | -------------- |
| 23201 -             | 2000 SJ42                | 27 settembre 2000 | T. Stafford    |
| 23202 -             | 2000 SU49                | 23 settembre 2000 | LINEAR         |
| 23203 -             | 2000 SU161               | 20 settembre 2000 | NEAT           |
| 23204 Arditkroni    | 2000 SN172               | 27 settembre 2000 | LINEAR         |
| 23205 -             | 2000 SL222               | 26 settembre 2000 | LINEAR         |
| 23206 -             | 2000 SL225               | 27 settembre 2000 | LINEAR         |
| 23207 -             | 2000 SL279               | 30 settembre 2000 | LINEAR         |
| 23208 -             | 2000 SO279               | 25 settembre 2000 | LINEAR         |
| 23209 -             | 2000 SX279               | 25 settembre 2000 | LINEAR         |
| 23210 -             | 2000 SA293               | 27 settembre 2000 | LINEAR         |
| 23211 -             | 2000 SC311               | 26 settembre 2000 | LINEAR         |
| 23212 Arkajitdey    | 2000 UR39                | 24 ottobre 2000   | LINEAR         |
| 23213 Ameliachang   | 2000 US70                | 25 ottobre 2000   | LINEAR         |
| 23214 Patrickchen   | 2000 UQ73                | 26 ottobre 2000   | LINEAR         |
| 23215 -             | 2000 UV75                | 31 ottobre 2000   | LINEAR         |
| 23216 Mikehagler    | 2000 UX79                | 24 ottobre 2000   | LINEAR         |
| 23217 Nayana        | 2000 UV104               | 25 ottobre 2000   | LINEAR         |
| 23218 Puttachi      | 2000 VN23                | 1 novembre 2000   | LINEAR         |
| 23219 -             | 2000 VW23                | 1 novembre 2000   | LINEAR         |
| 23220 Yalemichaels  | 2000 VO28                | 1 novembre 2000   | LINEAR         |
| 23221 Delgado       | 2000 VX35                | 1 novembre 2000   | LINEAR         |
| 23222 -             | 2000 VZ53                | 3 novembre 2000   | LINEAR         |
| 23223 -             | 2000 WA                  | 16 novembre 2000  | Spacewatch     |
| 23224 -             | 2000 WD10                | 22 novembre 2000  | Spacewatch     |
| 23225 -             | 2000 WD25                | 20 novembre 2000  | LINEAR         |
| 23226 -             | 2000 WC49                | 21 novembre 2000  | LINEAR         |
| 23227 -             | 2000 WP55                | 20 novembre 2000  | LINEAR         |
| 23228 Nandinisarma  | 2000 WQ57                | 21 novembre 2000  | LINEAR         |
| 23229 -             | 2000 WX58                | 21 novembre 2000  | LINEAR         |
| 23230 -             | 2000 WM59                | 21 novembre 2000  | LINEAR         |
| 23231 -             | 2000 WT59                | 21 novembre 2000  | LINEAR         |
| 23232 Buschur       | 2000 WU59                | 21 novembre 2000  | LINEAR         |
| 23233 -             | 2000 WM72                | 19 novembre 2000  | LINEAR         |
| 23234 Lilliantsai   | 2000 WO88                | 20 novembre 2000  | LINEAR         |
| 23235 Yingfan       | 2000 WD98                | 21 novembre 2000  | LINEAR         |
| 23236 -             | 2000 WX100               | 21 novembre 2000  | LINEAR         |
| 23237 -             | 2000 WV104               | 24 novembre 2000  | Spacewatch     |
| 23238 Ocasio-Cortez | 2000 WU111               | 20 novembre 2000  | LINEAR         |
| 23239 -             | 2000 WR116               | 20 novembre 2000  | LINEAR         |
| 23240 -             | 2000 WG118               | 20 novembre 2000  | LINEAR         |
| 23241 Yada          | 2000 WV131               | 20 novembre 2000  | LONEOS         |
| 23242 -             | 2000 WY140               | 21 novembre 2000  | LINEAR         |
| 23243 -             | 2000 WT145               | 22 novembre 2000  | NEAT           |
| 23244 Lafayette     | 2000 WP162               | 20 novembre 2000  | LONEOS         |
| 23245 Fujimura      | 2000 WP168               | 25 novembre 2000  | LONEOS         |
| 23246 Terazono      | 2000 WY168               | 25 novembre 2000  | LONEOS         |
| 23247 -             | 2000 WG174               | 26 novembre 2000  | LINEAR         |
| 23248 Batchelor     | 2000 WW178               | 25 novembre 2000  | LINEAR         |
| 23249 Liaoyenting   | 2000 WJ179               | 26 novembre 2000  | LINEAR         |
| 23250 -             | 2000 WQ181               | 22 novembre 2000  | NEAT           |
| 23251 -             | 2000 XL6                 | 1 dicembre 2000   | LINEAR         |
| 23252 -             | 2000 XO7                 | 1 dicembre 2000   | LINEAR         |
| 23253 -             | 2000 YY12                | 19 dicembre 2000  | NEAT           |
| 23254 Chikatoshi    | 2000 YZ15                | 22 dicembre 2000  | LONEOS         |
| 23255 -             | 2000 YD17                | 22 dicembre 2000  | LINEAR         |
| 23256 -             | 2000 YK17                | 28 dicembre 2000  | C. W. Juels    |
| 23257 Denny         | 2000 YW21                | 29 dicembre 2000  | W. K. Y. Yeung |
| 23258 Tsuihark      | 2000 YY21                | 29 dicembre 2000  | W. K. Y. Yeung |
| 23259 Miwadagakuen  | 2000 YX29                | 29 dicembre 2000  | BATTeRS        |
| 23260 -             | 2000 YA34                | 28 dicembre 2000  | LINEAR         |
| 23261 -             | 2000 YQ44                | 30 dicembre 2000  | LINEAR         |
| 23262 Thiagoolson   | 2000 YW44                | 30 dicembre 2000  | LINEAR         |
| 23263 -             | 2000 YE46                | 30 dicembre 2000  | LINEAR         |
| 23264 -             | 2000 YC50                | 30 dicembre 2000  | LINEAR         |
| 23265 von Wurden    | 2000 YO50                | 30 dicembre 2000  | LINEAR         |
| 23266 -             | 2000 YP50                | 30 dicembre 2000  | LINEAR         |
| 23267 -             | 2000 YJ54                | 30 dicembre 2000  | LINEAR         |
| 23268 -             | 2000 YD55                | 30 dicembre 2000  | LINEAR         |
| 23269 -             | 2000 YH62                | 30 dicembre 2000  | LINEAR         |
| 23270 Kellerman     | 2000 YN62                | 30 dicembre 2000  | LINEAR         |
| 23271 Kellychacon   | 2000 YO67                | 28 dicembre 2000  | LINEAR         |
| 23272 -             | 2000 YR67                | 28 dicembre 2000  | LINEAR         |
| 23273 -             | 2000 YM75                | 30 dicembre 2000  | LINEAR         |
| 23274 Wuminchun     | 2000 YK91                | 30 dicembre 2000  | LINEAR         |
| 23275 -             | 2000 YP101               | 28 dicembre 2000  | LINEAR         |
| 23276 -             | 2000 YT101               | 28 dicembre 2000  | LINEAR         |
| 23277 Benhughes     | 2000 YC104               | 28 dicembre 2000  | LINEAR         |
| 23278 -             | 2000 YD105               | 28 dicembre 2000  | LINEAR         |
| 23279 Chenhungjen   | 2000 YY115               | 30 dicembre 2000  | LINEAR         |
| 23280 Laitsaita     | 2000 YT116               | 30 dicembre 2000  | LINEAR         |
| 23281 Vijayjain     | 2000 YY116               | 30 dicembre 2000  | LINEAR         |
| 23282 -             | 2000 YZ116               | 30 dicembre 2000  | LINEAR         |
| 23283 Jinjuyi       | 2000 YP117               | 30 dicembre 2000  | LINEAR         |
| 23284 Celik         | 2000 YD118               | 30 dicembre 2000  | LINEAR         |
| 23285 -             | 2000 YH119               | 29 dicembre 2000  | LONEOS         |
| 23286 Parlakgul     | 2000 YH120               | 19 dicembre 2000  | LINEAR         |
| 23287 -             | 2000 YL120               | 19 dicembre 2000  | LINEAR         |
| 23288 -             | 2000 YG123               | 28 dicembre 2000  | LINEAR         |
| 23289 Naruhirata    | 2000 YQ126               | 29 dicembre 2000  | LONEOS         |
| 23290 -             | 2000 YQ127               | 29 dicembre 2000  | NEAT           |
| 23291 -             | 2000 YB128               | 29 dicembre 2000  | NEAT           |
| 23292 -             | 2000 YH128               | 29 dicembre 2000  | NEAT           |
| 23293 -             | 2000 YS131               | 30 dicembre 2000  | LINEAR         |
| 23294 Sunao         | 2000 YJ137               | 23 dicembre 2000  | LONEOS         |
| 23295 Brandoreavis  | 2000 YK137               | 23 dicembre 2000  | LINEAR         |
| 23296 Brianreavis   | 2001 AR3                 | 2 gennaio 2001    | LINEAR         |
| 23297 -             | 2001 AX3                 | 2 gennaio 2001    | LINEAR         |
| 23298 Loewenstein   | 2001 AA5                 | 2 gennaio 2001    | LINEAR         |
| 23299 -             | 2001 AP9                 | 2 gennaio 2001    | LINEAR         |
| 23300 -             | 2001 AE16                | 2 gennaio 2001    | LINEAR         |

## 23301-23400
| Nome                  | Designazione provvisoria | Data di scoperta  | Scopritore                                             |
| --------------------- | ------------------------ | ----------------- | ------------------------------------------------------ |
| 23301 -               | 2001 AO16                | 2 gennaio 2001    | LINEAR                                                 |
| 23302 -               | 2001 AB17                | 2 gennaio 2001    | LINEAR                                                 |
| 23303 -               | 2001 AD17                | 2 gennaio 2001    | LINEAR                                                 |
| 23304 -               | 2001 AN17                | 2 gennaio 2001    | LINEAR                                                 |
| 23305 -               | 2001 AH18                | 2 gennaio 2001    | LINEAR                                                 |
| 23306 Adamfields      | 2001 AC20                | 2 gennaio 2001    | LINEAR                                                 |
| 23307 Alexramek       | 2001 AG20                | 2 gennaio 2001    | LINEAR                                                 |
| 23308 Niyomsatian     | 2001 AS21                | 3 gennaio 2001    | LINEAR                                                 |
| 23309 -               | 2001 AX22                | 3 gennaio 2001    | LINEAR                                                 |
| 23310 Siriwon         | 2001 AA25                | 4 gennaio 2001    | LINEAR                                                 |
| 23311 -               | 2001 AM29                | 4 gennaio 2001    | LINEAR                                                 |
| 23312 -               | 2001 AV41                | 3 gennaio 2001    | LINEAR                                                 |
| 23313 Supokaivanich   | 2001 AC42                | 3 gennaio 2001    | LINEAR                                                 |
| 23314 -               | 2001 AU44                | 15 gennaio 2001   | T. Kobayashi                                           |
| 23315 Navinbrian      | 2001 BN8                 | 19 gennaio 2001   | LINEAR                                                 |
| 23316 -               | 2001 BZ8                 | 19 gennaio 2001   | LINEAR                                                 |
| 23317 -               | 2001 BP13                | 21 gennaio 2001   | LINEAR                                                 |
| 23318 Salvadorsanchez | 2001 BT13                | 20 gennaio 2001   | J. Nomen                                               |
| 23319 -               | 2001 BR14                | 21 gennaio 2001   | T. Kobayashi                                           |
| 23320 -               | 2001 BP15                | 21 gennaio 2001   | T. Kobayashi                                           |
| 23321 -               | 2001 BY16                | 18 gennaio 2001   | LINEAR                                                 |
| 23322 Duyingsewa      | 2001 BW24                | 20 gennaio 2001   | LINEAR                                                 |
| 23323 Anand           | 2001 BJ25                | 20 gennaio 2001   | LINEAR                                                 |
| 23324 Kwak            | 2001 BW25                | 20 gennaio 2001   | LINEAR                                                 |
| 23325 Arroyo          | 2001 BK30                | 20 gennaio 2001   | LINEAR                                                 |
| 23326 -               | 2001 BL30                | 20 gennaio 2001   | LINEAR                                                 |
| 23327 Luchernandez    | 2001 BE31                | 20 gennaio 2001   | LINEAR                                                 |
| 23328 -               | 2001 BM34                | 20 gennaio 2001   | LINEAR                                                 |
| 23329 Josevega        | 2001 BP42                | 19 gennaio 2001   | LINEAR                                                 |
| 23330 -               | 2001 BP43                | 19 gennaio 2001   | LINEAR                                                 |
| 23331 Halimzeidan     | 2001 BY43                | 19 gennaio 2001   | LINEAR                                                 |
| 23332 -               | 2001 BP54                | 18 gennaio 2001   | Spacewatch                                             |
| 23333 -               | 2059 P-L                 | 24 settembre 1960 | C. J. van Houten, I. van Houten-Groeneveld, T. Gehrels |
| 23334 -               | 2508 P-L                 | 24 settembre 1960 | C. J. van Houten, I. van Houten-Groeneveld, T. Gehrels |
| 23335 -               | 2542 P-L                 | 24 settembre 1960 | C. J. van Houten, I. van Houten-Groeneveld, T. Gehrels |
| 23336 -               | 2579 P-L                 | 24 settembre 1960 | C. J. van Houten, I. van Houten-Groeneveld, T. Gehrels |
| 23337 -               | 2613 P-L                 | 24 settembre 1960 | C. J. van Houten, I. van Houten-Groeneveld, T. Gehrels |
| 23338 -               | 2809 P-L                 | 24 settembre 1960 | C. J. van Houten, I. van Houten-Groeneveld, T. Gehrels |
| 23339 -               | 3025 P-L                 | 24 settembre 1960 | C. J. van Houten, I. van Houten-Groeneveld, T. Gehrels |
| 23340 -               | 3092 P-L                 | 24 settembre 1960 | C. J. van Houten, I. van Houten-Groeneveld, T. Gehrels |
| 23341 -               | 3503 P-L                 | 17 ottobre 1960   | C. J. van Houten, I. van Houten-Groeneveld, T. Gehrels |
| 23342 -               | 4086 P-L                 | 24 settembre 1960 | C. J. van Houten, I. van Houten-Groeneveld, T. Gehrels |
| 23343 -               | 4238 P-L                 | 24 settembre 1960 | C. J. van Houten, I. van Houten-Groeneveld, T. Gehrels |
| 23344 -               | 4612 P-L                 | 24 settembre 1960 | C. J. van Houten, I. van Houten-Groeneveld, T. Gehrels |
| 23345 -               | 4619 P-L                 | 24 settembre 1960 | C. J. van Houten, I. van Houten-Groeneveld, T. Gehrels |
| 23346 -               | 4695 P-L                 | 24 settembre 1960 | C. J. van Houten, I. van Houten-Groeneveld, T. Gehrels |
| 23347 -               | 5567 P-L                 | 17 ottobre 1960   | C. J. van Houten, I. van Houten-Groeneveld, T. Gehrels |
| 23348 -               | 6046 P-L                 | 24 settembre 1960 | C. J. van Houten, I. van Houten-Groeneveld, T. Gehrels |
| 23349 -               | 6741 P-L                 | 24 settembre 1960 | C. J. van Houten, I. van Houten-Groeneveld, T. Gehrels |
| 23350 -               | 6779 P-L                 | 24 settembre 1960 | C. J. van Houten, I. van Houten-Groeneveld, T. Gehrels |
| 23351 -               | 6818 P-L                 | 24 settembre 1960 | C. J. van Houten, I. van Houten-Groeneveld, T. Gehrels |
| 23352 -               | 7585 P-L                 | 17 ottobre 1960   | C. J. van Houten, I. van Houten-Groeneveld, T. Gehrels |
| 23353 -               | 9518 P-L                 | 17 ottobre 1960   | C. J. van Houten, I. van Houten-Groeneveld, T. Gehrels |
| 23354 -               | 9547 P-L                 | 17 ottobre 1960   | C. J. van Houten, I. van Houten-Groeneveld, T. Gehrels |
| 23355 Elephenor       | 9602 P-L                 | 17 ottobre 1960   | C. J. van Houten, I. van Houten-Groeneveld, T. Gehrels |
| 23356 -               | 1194 T-1                 | 25 marzo 1971     | C. J. van Houten, I. van Houten-Groeneveld, T. Gehrels |
| 23357 -               | 1285 T-1                 | 25 marzo 1971     | C. J. van Houten, I. van Houten-Groeneveld, T. Gehrels |
| 23358 -               | 2194 T-1                 | 25 marzo 1971     | C. J. van Houten, I. van Houten-Groeneveld, T. Gehrels |
| 23359 -               | 2301 T-1                 | 25 marzo 1971     | C. J. van Houten, I. van Houten-Groeneveld, T. Gehrels |
| 23360 -               | 3101 T-1                 | 26 marzo 1971     | C. J. van Houten, I. van Houten-Groeneveld, T. Gehrels |
| 23361 -               | 3243 T-1                 | 26 marzo 1971     | C. J. van Houten, I. van Houten-Groeneveld, T. Gehrels |
| 23362 -               | 3248 T-1                 | 26 marzo 1971     | C. J. van Houten, I. van Houten-Groeneveld, T. Gehrels |
| 23363 -               | 3770 T-1                 | 13 maggio 1971    | C. J. van Houten, I. van Houten-Groeneveld, T. Gehrels |
| 23364 -               | 4060 T-1                 | 26 marzo 1971     | C. J. van Houten, I. van Houten-Groeneveld, T. Gehrels |
| 23365 -               | 4217 T-1                 | 26 marzo 1971     | C. J. van Houten, I. van Houten-Groeneveld, T. Gehrels |
| 23366 -               | 1043 T-2                 | 29 settembre 1973 | C. J. van Houten, I. van Houten-Groeneveld, T. Gehrels |
| 23367 -               | 1173 T-2                 | 29 settembre 1973 | C. J. van Houten, I. van Houten-Groeneveld, T. Gehrels |
| 23368 -               | 1196 T-2                 | 29 settembre 1973 | C. J. van Houten, I. van Houten-Groeneveld, T. Gehrels |
| 23369 -               | 1295 T-2                 | 29 settembre 1973 | C. J. van Houten, I. van Houten-Groeneveld, T. Gehrels |
| 23370 -               | 1329 T-2                 | 29 settembre 1973 | C. J. van Houten, I. van Houten-Groeneveld, T. Gehrels |
| 23371 -               | 1364 T-2                 | 29 settembre 1973 | C. J. van Houten, I. van Houten-Groeneveld, T. Gehrels |
| 23372 -               | 1405 T-2                 | 29 settembre 1973 | C. J. van Houten, I. van Houten-Groeneveld, T. Gehrels |
| 23373 -               | 2133 T-2                 | 29 settembre 1973 | C. J. van Houten, I. van Houten-Groeneveld, T. Gehrels |
| 23374 -               | 2207 T-2                 | 29 settembre 1973 | C. J. van Houten, I. van Houten-Groeneveld, T. Gehrels |
| 23375 -               | 2234 T-2                 | 29 settembre 1973 | C. J. van Houten, I. van Houten-Groeneveld, T. Gehrels |
| 23376 -               | 2239 T-2                 | 29 settembre 1973 | C. J. van Houten, I. van Houten-Groeneveld, T. Gehrels |
| 23377 -               | 3035 T-2                 | 30 settembre 1973 | C. J. van Houten, I. van Houten-Groeneveld, T. Gehrels |
| 23378 -               | 3043 T-2                 | 30 settembre 1973 | C. J. van Houten, I. van Houten-Groeneveld, T. Gehrels |
| 23379 -               | 3159 T-2                 | 30 settembre 1973 | C. J. van Houten, I. van Houten-Groeneveld, T. Gehrels |
| 23380 -               | 3197 T-2                 | 30 settembre 1973 | C. J. van Houten, I. van Houten-Groeneveld, T. Gehrels |
| 23381 -               | 3363 T-2                 | 25 settembre 1973 | C. J. van Houten, I. van Houten-Groeneveld, T. Gehrels |
| 23382 Epistrophos     | 4536 T-2                 | 30 settembre 1973 | C. J. van Houten, I. van Houten-Groeneveld, T. Gehrels |
| 23383 Schedios        | 5146 T-2                 | 25 settembre 1973 | C. J. van Houten, I. van Houten-Groeneveld, T. Gehrels |
| 23384 -               | 5163 T-2                 | 25 settembre 1973 | C. J. van Houten, I. van Houten-Groeneveld, T. Gehrels |
| 23385 -               | 5168 T-2                 | 25 settembre 1973 | C. J. van Houten, I. van Houten-Groeneveld, T. Gehrels |
| 23386 -               | 5179 T-2                 | 25 settembre 1973 | C. J. van Houten, I. van Houten-Groeneveld, T. Gehrels |
| 23387 -               | 1039 T-3                 | 17 ottobre 1977   | C. J. van Houten, I. van Houten-Groeneveld, T. Gehrels |
| 23388 -               | 1168 T-3                 | 17 ottobre 1977   | C. J. van Houten, I. van Houten-Groeneveld, T. Gehrels |
| 23389 -               | 1181 T-3                 | 17 ottobre 1977   | C. J. van Houten, I. van Houten-Groeneveld, T. Gehrels |
| 23390 -               | 1186 T-3                 | 17 ottobre 1977   | C. J. van Houten, I. van Houten-Groeneveld, T. Gehrels |
| 23391 -               | 2065 T-3                 | 16 ottobre 1977   | C. J. van Houten, I. van Houten-Groeneveld, T. Gehrels |
| 23392 -               | 2416 T-3                 | 16 ottobre 1977   | C. J. van Houten, I. van Houten-Groeneveld, T. Gehrels |
| 23393 -               | 3283 T-3                 | 16 ottobre 1977   | C. J. van Houten, I. van Houten-Groeneveld, T. Gehrels |
| 23394 -               | 4340 T-3                 | 16 ottobre 1977   | C. J. van Houten, I. van Houten-Groeneveld, T. Gehrels |
| 23395 -               | 5018 T-3                 | 16 ottobre 1977   | C. J. van Houten, I. van Houten-Groeneveld, T. Gehrels |
| 23396 -               | 5112 T-3                 | 16 ottobre 1977   | C. J. van Houten, I. van Houten-Groeneveld, T. Gehrels |
| 23397 -               | 5122 T-3                 | 16 ottobre 1977   | C. J. van Houten, I. van Houten-Groeneveld, T. Gehrels |
| 23398 -               | 5124 T-3                 | 16 ottobre 1977   | C. J. van Houten, I. van Houten-Groeneveld, T. Gehrels |
| 23399 -               | 5132 T-3                 | 16 ottobre 1977   | C. J. van Houten, I. van Houten-Groeneveld, T. Gehrels |
| 23400 -               | A913 CF                  | 11 febbraio 1913  | H. D. Curtis                                           |

## 23401-23500
| Nome                  | Designazione provvisoria | Data di scoperta  | Scopritore                                             |
| --------------------- | ------------------------ | ----------------- | ------------------------------------------------------ |
| 23401 Brodskaya       | 1968 OE1                 | 25 luglio 1968    | G. A. Plyugin, Yu. A. Belyaev                          |
| 23402 Turchina        | 1969 TO2                 | 8 ottobre 1969    | L. I. Chernykh                                         |
| 23403 Boudewijnbüch   | 1971 FB                  | 24 marzo 1971     | T. Gehrels                                             |
| 23404 Bomans          | 1972 RG                  | 15 settembre 1972 | T. Gehrels                                             |
| 23405 Nisyros         | 1973 SB1                 | 19 settembre 1973 | C. J. van Houten, I. van Houten-Groeneveld, T. Gehrels |
| 23406 Kozlov          | 1977 QO3                 | 23 agosto 1977    | N. S. Chernykh                                         |
| 23407 -               | 1977 RG19                | 9 settembre 1977  | C. M. Olmstead                                         |
| 23408 Beijingaoyun    | 1977 TU3                 | 12 ottobre 1977   | Purple Mountain Observatory                            |
| 23409 Derzhavin       | 1978 QF1                 | 31 agosto 1978    | N. S. Chernykh                                         |
| 23410 Vikuznetsov     | 1978 QK2                 | 31 agosto 1978    | N. S. Chernykh                                         |
| 23411 Bayanova        | 1978 ST7                 | 26 settembre 1978 | L. V. Zhuravleva                                       |
| 23412 -               | 1978 UN5                 | 27 ottobre 1978   | C. M. Olmstead                                         |
| 23413 -               | 1978 VQ9                 | 7 novembre 1978   | E. F. Helin, S. J. Bus                                 |
| 23414 -               | 1979 MP1                 | 25 giugno 1979    | E. F. Helin, S. J. Bus                                 |
| 23415 -               | 1979 MQ3                 | 25 giugno 1979    | E. F. Helin, S. J. Bus                                 |
| 23416 -               | 1979 MU4                 | 25 giugno 1979    | E. F. Helin, S. J. Bus                                 |
| 23417 -               | 1979 MU6                 | 25 giugno 1979    | E. F. Helin, S. J. Bus                                 |
| 23418 -               | 1979 QM3                 | 22 agosto 1979    | C.-I. Lagerkvist                                       |
| 23419 -               | 1980 FQ1                 | 16 marzo 1980     | C.-I. Lagerkvist                                       |
| 23420 -               | 1981 DO                  | 28 febbraio 1981  | S. J. Bus                                              |
| 23421 -               | 1981 DR                  | 28 febbraio 1981  | S. J. Bus                                              |
| 23422 -               | 1981 DF1                 | 28 febbraio 1981  | S. J. Bus                                              |
| 23423 -               | 1981 EA3                 | 2 marzo 1981      | S. J. Bus                                              |
| 23424 -               | 1981 EU9                 | 1 marzo 1981      | S. J. Bus                                              |
| 23425 -               | 1981 EL12                | 1 marzo 1981      | S. J. Bus                                              |
| 23426 -               | 1981 EB16                | 1 marzo 1981      | S. J. Bus                                              |
| 23427 -               | 1981 EF16                | 1 marzo 1981      | S. J. Bus                                              |
| 23428 -               | 1981 EL18                | 2 marzo 1981      | S. J. Bus                                              |
| 23429 -               | 1981 EO35                | 2 marzo 1981      | S. J. Bus                                              |
| 23430 -               | 1981 EO38                | 1 marzo 1981      | S. J. Bus                                              |
| 23431 -               | 1981 EA45                | 7 marzo 1981      | S. J. Bus                                              |
| 23432 -               | 1981 EF47                | 2 marzo 1981      | S. J. Bus                                              |
| 23433 -               | 1981 UU22                | 24 ottobre 1981   | S. J. Bus                                              |
| 23434 -               | 1981 UB23                | 24 ottobre 1981   | S. J. Bus                                              |
| 23435 -               | 1981 UZ24                | 25 ottobre 1981   | S. J. Bus                                              |
| 23436 Alekfursenko    | 1982 UF8                 | 21 ottobre 1982   | L. V. Zhuravleva                                       |
| 23437 Šíma            | 1984 SJ1                 | 27 settembre 1984 | A. Mrkos                                               |
| 23438 -               | 1984 SZ5                 | 21 settembre 1984 | H. Debehogne                                           |
| 23439 -               | 1986 PP                  | 1 agosto 1986     | E. F. Helin                                            |
| 23440 -               | 1986 QH1                 | 27 agosto 1986    | H. Debehogne                                           |
| 23441 -               | 1986 QW1                 | 27 agosto 1986    | H. Debehogne                                           |
| 23442 -               | 1986 QJ2                 | 28 agosto 1986    | H. Debehogne                                           |
| 23443 Kikwaya         | 1986 TG1                 | 4 ottobre 1986    | E. Bowell                                              |
| 23444 Kukučín         | 1986 TV6                 | 5 ottobre 1986    | M. Antal                                               |
| 23445 -               | 1987 QY7                 | 21 agosto 1987    | E. W. Elst                                             |
| 23446 -               | 1987 SJ2                 | 19 settembre 1987 | E. W. Elst                                             |
| 23447 -               | 1987 VG                  | 15 novembre 1987  | S. Ueda, H. Kaneda                                     |
| 23448 Yasudatakeshi   | 1988 BG                  | 18 gennaio 1988   | M. Matsuyama, K. Watanabe                              |
| 23449 -               | 1988 BG5                 | 28 gennaio 1988   | R. H. McNaught                                         |
| 23450 Birkenstock     | 1988 CB4                 | 13 febbraio 1988  | E. W. Elst                                             |
| 23451 -               | 1988 CO7                 | 15 febbraio 1988  | E. W. Elst                                             |
| 23452 Drew            | 1988 QF                  | 18 agosto 1988    | C. S. Shoemaker, E. M. Shoemaker                       |
| 23453 -               | 1988 QR                  | 19 agosto 1988    | R. H. McNaught                                         |
| 23454 -               | 1988 XU2                 | 1 dicembre 1988   | P. Jensen                                              |
| 23455 Fumi            | 1988 XY4                 | 5 dicembre 1988   | T. Nakamura                                            |
| 23456 -               | 1989 DB                  | 26 febbraio 1989  | K. Suzuki, T. Furuta                                   |
| 23457 Beiderbecke     | 1989 GV6                 | 5 aprile 1989     | M. Geffert                                             |
| 23458 -               | 1989 RY1                 | 6 settembre 1989  | E. F. Helin                                            |
| 23459 -               | 1989 ST4                 | 26 settembre 1989 | E. W. Elst                                             |
| 23460 -               | 1989 SX9                 | 26 settembre 1989 | H. Debehogne                                           |
| 23461 -               | 1989 TM4                 | 7 ottobre 1989    | E. W. Elst                                             |
| 23462 -               | 1989 TU4                 | 7 ottobre 1989    | E. W. Elst                                             |
| 23463 -               | 1989 TX11                | 2 ottobre 1989    | S. J. Bus                                              |
| 23464 -               | 1989 TN15                | 3 ottobre 1989    | H. Debehogne                                           |
| 23465 Yamashitakouhei | 1989 UA1                 | 24 ottobre 1989   | M. Yanai, K. Watanabe                                  |
| 23466 -               | 1990 DU4                 | 28 febbraio 1990  | H. Debehogne                                           |
| 23467 -               | 1990 QS3                 | 20 agosto 1990    | E. F. Helin                                            |
| 23468 Kannabe         | 1990 SS3                 | 20 settembre 1990 | T. Seki                                                |
| 23469 Neilpeart       | 1990 SY3                 | 22 settembre 1990 | B. Roman                                               |
| 23470 -               | 1990 SO8                 | 22 settembre 1990 | E. W. Elst                                             |
| 23471 Kawatamasaaki - | 1990 TH3                 | 15 ottobre 1990   | K. Endate, K. Watanabe                                 |
| 23472 Rolfriekher     | 1990 TZ10                | 10 ottobre 1990   | F. Börngen, L. D. Schmadel                             |
| 23473 Voss            | 1990 TD12                | 11 ottobre 1990   | F. Börngen, L. D. Schmadel                             |
| 23474 -               | 1990 UX1                 | 20 ottobre 1990   | R. H. McNaught                                         |
| 23475 Nakazawa        | 1990 VM2                 | 13 novembre 1990  | K. Endate, K. Watanabe                                 |
| 23476 -               | 1990 VE4                 | 15 novembre 1990  | T. Niijima, T. Urata                                   |
| 23477 Wallenstadt     | 1990 WS1                 | 18 novembre 1990  | E. W. Elst                                             |
| 23478 Chikumagawa     | 1991 BZ                  | 21 gennaio 1991   | T. Seki                                                |
| 23479 -               | 1991 CG                  | 5 febbraio 1991   | M. Arai, H. Mori                                       |
| 23480 -               | 1991 EL                  | 10 marzo 1991     | R. H. McNaught                                         |
| 23481 -               | 1991 GT4                 | 8 aprile 1991     | E. W. Elst                                             |
| 23482 -               | 1991 LV                  | 14 giugno 1991    | E. F. Helin                                            |
| 23483 -               | 1991 LV4                 | 6 giugno 1991     | E. W. Elst                                             |
| 23484 -               | 1991 NC1                 | 12 luglio 1991    | H. E. Holt                                             |
| 23485 -               | 1991 NV6                 | 12 luglio 1991    | H. Debehogne                                           |
| 23486 -               | 1991 PE2                 | 2 agosto 1991     | E. W. Elst                                             |
| 23487 -               | 1991 PX4                 | 3 agosto 1991     | E. W. Elst                                             |
| 23488 -               | 1991 PF12                | 7 agosto 1991     | H. E. Holt                                             |
| 23489 -               | 1991 PU16                | 7 agosto 1991     | H. E. Holt                                             |
| 23490 Monikohl        | 1991 RK3                 | 12 settembre 1991 | F. Börngen, L. D. Schmadel                             |
| 23491 -               | 1991 RX17                | 13 settembre 1991 | H. E. Holt                                             |
| 23492 -               | 1991 RA20                | 14 settembre 1991 | H. E. Holt                                             |
| 23493 -               | 1991 SO                  | 30 settembre 1991 | R. H. McNaught                                         |
| 23494 -               | 1991 SE2                 | 16 settembre 1991 | H. E. Holt                                             |
| 23495 Nagaotoshiko    | 1991 UQ1                 | 29 ottobre 1991   | A. Takahashi, K. Watanabe                              |
| 23496 -               | 1991 VN3                 | 3 novembre 1991   | E. F. Helin                                            |
| 23497 -               | 1991 VG4                 | 5 novembre 1991   | A. Sugie                                               |
| 23498 -               | 1991 VH6                 | 6 novembre 1991   | E. W. Elst                                             |
| 23499 -               | 1991 VY12                | 11 novembre 1991  | S. Ueda, H. Kaneda                                     |
| 23500 -               | 1992 AT2                 | 9 gennaio 1992    | Spacewatch                                             |

## 23501-23600
| Nome                  | Designazione provvisoria | Data di scoperta  | Scopritore                           |
| --------------------- | ------------------------ | ----------------- | ------------------------------------ |
| 23501 -               | 1992 CK1                 | 12 febbraio 1992  | O. A. Naranjo, J. Stock              |
| 23502 -               | 1992 DE3                 | 25 febbraio 1992  | Spacewatch                           |
| 23503 -               | 1992 DD4                 | 29 febbraio 1992  | Spacewatch                           |
| 23504 Haneda          | 1992 EX                  | 7 marzo 1992      | T. Seki                              |
| 23505 -               | 1992 EB4                 | 1 marzo 1992      | UESAC                                |
| 23506 -               | 1992 EC8                 | 2 marzo 1992      | UESAC                                |
| 23507 -               | 1992 EQ13                | 2 marzo 1992      | UESAC                                |
| 23508 -               | 1992 ET14                | 1 marzo 1992      | UESAC                                |
| 23509 -               | 1992 HQ3                 | 30 aprile 1992    | Spacewatch                           |
| 23510 -               | 1992 PA2                 | 4 agosto 1992     | H. E. Holt                           |
| 23511 -               | 1992 PB2                 | 4 agosto 1992     | H. E. Holt                           |
| 23512 -               | 1992 PC3                 | 6 agosto 1992     | H. E. Holt                           |
| 23513 -               | 1992 PZ3                 | 2 agosto 1992     | H. E. Holt                           |
| 23514 Schneider       | 1992 RU                  | 2 settembre 1992  | F. Börngen, L. D. Schmadel           |
| 23515 -               | 1992 RF2                 | 2 settembre 1992  | E. W. Elst                           |
| 23516 -               | 1992 RK2                 | 2 settembre 1992  | E. W. Elst                           |
| 23517 -               | 1992 RO3                 | 2 settembre 1992  | E. W. Elst                           |
| 23518 -               | 1992 SP1                 | 20 settembre 1992 | S. Ueda, H. Kaneda                   |
| 23519 -               | 1992 SG13                | 23 settembre 1992 | E. F. Helin                          |
| 23520 Ludwigbechstein | 1992 SM26                | 23 settembre 1992 | F. Börngen                           |
| 23521 -               | 1992 US1                 | 21 ottobre 1992   | S. Otomo                             |
| 23522 -               | 1992 WC9                 | 18 novembre 1992  | S. Ueda, H. Kaneda                   |
| 23523 -               | 1993 AQ                  | 13 gennaio 1993   | S. Ueda, H. Kaneda                   |
| 23524 Yuichitsuda     | 1993 BF3                 | 23 gennaio 1993   | K. Endate, K. Watanabe               |
| 23525 -               | 1993 FS22                | 21 marzo 1993     | UESAC                                |
| 23526 -               | 1993 FJ32                | 21 marzo 1993     | UESAC                                |
| 23527 -               | 1993 FD37                | 19 marzo 1993     | UESAC                                |
| 23528 -               | 1993 FQ38                | 19 marzo 1993     | UESAC                                |
| 23529 -               | 1993 FR45                | 19 marzo 1993     | UESAC                                |
| 23530 -               | 1993 FV45                | 19 marzo 1993     | UESAC                                |
| 23531 -               | 1993 FN62                | 19 marzo 1993     | UESAC                                |
| 23532 -               | 1993 JG1                 | 14 maggio 1993    | E. W. Elst                           |
| 23533 -               | 1993 PU5                 | 15 agosto 1993    | E. W. Elst                           |
| 23534 -               | 1993 QP3                 | 18 agosto 1993    | E. W. Elst                           |
| 23535 -               | 1993 QL7                 | 20 agosto 1993    | E. W. Elst                           |
| 23536 -               | 1993 QS9                 | 20 agosto 1993    | E. W. Elst                           |
| 23537 -               | 1993 SA6                 | 17 settembre 1993 | E. W. Elst                           |
| 23538 -               | 1993 TM15                | 9 ottobre 1993    | E. W. Elst                           |
| 23539 -               | 1993 TU15                | 9 ottobre 1993    | E. W. Elst                           |
| 23540 -               | 1993 TV19                | 9 ottobre 1993    | E. W. Elst                           |
| 23541 -               | 1993 TU29                | 9 ottobre 1993    | E. W. Elst                           |
| 23542 -               | 1993 TN30                | 9 ottobre 1993    | E. W. Elst                           |
| 23543 Saiki           | 1993 UK                  | 16 ottobre 1993   | K. Endate, K. Watanabe               |
| 23544 -               | 1993 XW                  | 11 dicembre 1993  | T. Kobayashi                         |
| 23545 -               | 1994 AC                  | 2 gennaio 1994    | T. Kobayashi                         |
| 23546 -               | 1994 AV10                | 8 gennaio 1994    | Spacewatch                           |
| 23547 Tognelli        | 1994 DG                  | 17 febbraio 1994  | L. Tesi, G. Cattani                  |
| 23548 -               | 1994 EF2                 | 11 marzo 1994     | K. J. Lawrence                       |
| 23549 Epicles         | 1994 ES6                 | 9 marzo 1994      | E. W. Elst                           |
| 23550 -               | 1994 GK9                 | 11 aprile 1994    | E. F. Helin                          |
| 23551 -               | 1994 GO9                 | 11 aprile 1994    | E. F. Helin                          |
| 23552 -               | 1994 NB                  | 3 luglio 1994     | E. F. Helin                          |
| 23553 -               | 1994 PL4                 | 10 agosto 1994    | E. W. Elst                           |
| 23554 -               | 1994 PJ11                | 10 agosto 1994    | E. W. Elst                           |
| 23555 -               | 1994 PP15                | 10 agosto 1994    | E. W. Elst                           |
| 23556 -               | 1994 PY25                | 12 agosto 1994    | E. W. Elst                           |
| 23557 -               | 1994 PU26                | 12 agosto 1994    | E. W. Elst                           |
| 23558 -               | 1994 PW26                | 12 agosto 1994    | E. W. Elst                           |
| 23559 -               | 1994 PD32                | 12 agosto 1994    | E. W. Elst                           |
| 23560 -               | 1994 RX8                 | 12 settembre 1994 | Spacewatch                           |
| 23561 -               | 1994 RM12                | 1 settembre 1994  | E. F. Helin                          |
| 23562 Hyodokenichi    | 1994 TR1                 | 2 ottobre 1994    | K. Endate, K. Watanabe               |
| 23563 -               | 1994 UP8                 | 28 ottobre 1994   | Spacewatch                           |
| 23564 Ungaretti       | 1994 VX1                 | 6 novembre 1994   | V. S. Casulli                        |
| 23565 -               | 1994 WB                  | 23 novembre 1994  | D. di Cicco                          |
| 23566 -               | 1994 WS1                 | 27 novembre 1994  | T. Kobayashi                         |
| 23567 -               | 1994 YG                  | 21 dicembre 1994  | T. Kobayashi                         |
| 23568 -               | 1994 YU                  | 28 dicembre 1994  | T. Kobayashi                         |
| 23569 -               | 1994 YF1                 | 28 dicembre 1994  | T. Kobayashi                         |
| 23570 -               | 1995 AA                  | 1 gennaio 1995    | T. Kojima                            |
| 23571 Zuaboni         | 1995 AB                  | 1 gennaio 1995    | M. Cavagna, E. Galliani              |
| 23572 -               | 1995 AS2                 | 10 gennaio 1995   | T. Kojima                            |
| 23573 -               | 1995 BG                  | 23 gennaio 1995   | T. Kobayashi                         |
| 23574 -               | 1995 BX                  | 25 gennaio 1995   | T. Kobayashi                         |
| 23575 -               | 1995 BE2                 | 30 gennaio 1995   | T. Kobayashi                         |
| 23576 -               | 1995 DZ3                 | 21 febbraio 1995  | Spacewatch                           |
| 23577 -               | 1995 DY8                 | 24 febbraio 1995  | Spacewatch                           |
| 23578 Baedeker        | 1995 DR13                | 22 febbraio 1995  | F. Börngen                           |
| 23579 -               | 1995 EN5                 | 2 marzo 1995      | Spacewatch                           |
| 23580 -               | 1995 OZ2                 | 22 luglio 1995    | Spacewatch                           |
| 23581 -               | 1995 OE5                 | 22 luglio 1995    | Spacewatch                           |
| 23582 -               | 1995 QA3                 | 31 agosto 1995    | T. Kobayashi                         |
| 23583 Křivský         | 1995 SJ1                 | 22 settembre 1995 | L. Šarounová                         |
| 23584 -               | 1995 SB31                | 20 settembre 1995 | Spacewatch                           |
| 23585 -               | 1995 SD53                | 28 settembre 1995 | Beijing Schmidt CCD Asteroid Program |
| 23586 -               | 1995 TA1                 | 13 ottobre 1995   | N. Sato, T. Urata                    |
| 23587 Abukumado       | 1995 TE8                 | 2 ottobre 1995    | T. Seki                              |
| 23588 -               | 1995 UX3                 | 20 ottobre 1995   | T. Kobayashi                         |
| 23589 -               | 1995 UR6                 | 23 ottobre 1995   | L. Tesi, A. Boattini                 |
| 23590 -               | 1995 UD34                | 21 ottobre 1995   | Spacewatch                           |
| 23591 -               | 1995 UP44                | 26 ottobre 1995   | M. Hirasawa, S. Suzuki               |
| 23592 -               | 1995 UB47                | 27 ottobre 1995   | S. Ueda, H. Kaneda                   |
| 23593 -               | 1995 VJ                  | 2 novembre 1995   | T. Kobayashi                         |
| 23594 -               | 1995 VJ2                 | 13 novembre 1995  | Y. Shimizu, T. Urata                 |
| 23595 -               | 1995 VR11                | 15 novembre 1995  | Spacewatch                           |
| 23596 -               | 1995 WQ                  | 17 novembre 1995  | T. Kobayashi                         |
| 23597 -               | 1995 WY4                 | 24 novembre 1995  | T. Kobayashi                         |
| 23598 -               | 1995 WL13                | 16 novembre 1995  | Spacewatch                           |
| 23599 -               | 1995 XV                  | 12 dicembre 1995  | T. Kobayashi                         |
| 23600 -               | 1995 XC1                 | 15 dicembre 1995  | T. Kobayashi                         |

## 23601-23700
| Nome                   | Designazione provvisoria | Data di scoperta  | Scopritore                           |
| ---------------------- | ------------------------ | ----------------- | ------------------------------------ |
| 23601 -                | 1995 YC5                 | 16 dicembre 1995  | Spacewatch                           |
| 23602 -                | 1995 YK20                | 23 dicembre 1995  | Spacewatch                           |
| 23603 -                | 1995 YM23                | 21 dicembre 1995  | NEAT                                 |
| 23604 -                | 1996 AL                  | 11 gennaio 1996   | T. Kobayashi                         |
| 23605 -                | 1996 AP                  | 11 gennaio 1996   | T. Kobayashi                         |
| 23606 -                | 1996 AS1                 | 13 gennaio 1996   | Spacewatch                           |
| 23607 -                | 1996 AR2                 | 13 gennaio 1996   | T. Kobayashi                         |
| 23608 Alpiapuane       | 1996 AC4                 | 15 gennaio 1996   | U. Munari, M. Tombelli               |
| 23609 -                | 1996 AU6                 | 12 gennaio 1996   | Spacewatch                           |
| 23610 -                | 1996 AW7                 | 12 gennaio 1996   | Spacewatch                           |
| 23611 -                | 1996 BO3                 | 27 gennaio 1996   | T. Urata                             |
| 23612 Ramzel           | 1996 BJ4                 | 22 gennaio 1996   | R. Weber                             |
| 23613 -                | 1996 EK6                 | 11 marzo 1996     | Spacewatch                           |
| 23614 -                | 1996 FX                  | 18 marzo 1996     | NEAT                                 |
| 23615 -                | 1996 FK12                | 28 marzo 1996     | R. H. McNaught                       |
| 23616 -                | 1996 HY10                | 17 aprile 1996    | E. W. Elst                           |
| 23617 Duna             | 1996 HM13                | 17 aprile 1996    | E. W. Elst                           |
| 23618 -                | 1996 JS5                 | 11 maggio 1996    | Spacewatch                           |
| 23619 -                | 1996 JX7                 | 12 maggio 1996    | Spacewatch                           |
| 23620 -                | 1996 LS2                 | 11 giugno 1996    | Spacewatch                           |
| 23621 -                | 1996 PA                  | 5 agosto 1996     | G. J. Garradd                        |
| 23622 -                | 1996 RW29                | 12 settembre 1996 | Uppsala-DLR Trojan Survey            |
| 23623 -                | 1996 TR29                | 7 ottobre 1996    | Spacewatch                           |
| 23624 -                | 1996 UX3                 | 29 ottobre 1996   | Beijing Schmidt CCD Asteroid Program |
| 23625 Gelfond          | 1996 WX                  | 19 novembre 1996  | P. G. Comba                          |
| 23626 -                | 1996 XD3                 | 3 dicembre 1996   | T. Kobayashi                         |
| 23627 -                | 1996 XG19                | 8 dicembre 1996   | T. Kobayashi                         |
| 23628 Ichimura         | 1996 XZ31                | 8 dicembre 1996   | N. Sato                              |
| 23629 -                | 1996 YR                  | 20 dicembre 1996  | T. Kobayashi                         |
| 23630 -                | 1996 YA3                 | 30 dicembre 1996  | N. Sato                              |
| 23631 -                | 1997 AG                  | 2 gennaio 1997    | T. Kobayashi                         |
| 23632 -                | 1997 AQ                  | 2 gennaio 1997    | T. Kobayashi                         |
| 23633 -                | 1997 AF3                 | 4 gennaio 1997    | T. Kobayashi                         |
| 23634 -                | 1997 AY3                 | 6 gennaio 1997    | T. Kobayashi                         |
| 23635 -                | 1997 AH4                 | 6 gennaio 1997    | T. Kobayashi                         |
| 23636 -                | 1997 AJ4                 | 6 gennaio 1997    | T. Kobayashi                         |
| 23637 -                | 1997 AM6                 | 4 gennaio 1997    | Beijing Schmidt CCD Asteroid Program |
| 23638 Nagano           | 1997 AV6                 | 6 gennaio 1997    | N. Sato                              |
| 23639 -                | 1997 AN7                 | 9 gennaio 1997    | T. Kobayashi                         |
| 23640 -                | 1997 AY7                 | 2 gennaio 1997    | Spacewatch                           |
| 23641 -                | 1997 AU10                | 9 gennaio 1997    | Spacewatch                           |
| 23642 -                | 1997 AD15                | 9 gennaio 1997    | T. Urata                             |
| 23643 -                | 1997 AQ15                | 12 gennaio 1997   | NEAT                                 |
| 23644 Yamaneko         | 1997 AW17                | 13 gennaio 1997   | A. Nakamura                          |
| 23645 -                | 1997 BJ2                 | 30 gennaio 1997   | T. Kobayashi                         |
| 23646 -                | 1997 BX2                 | 30 gennaio 1997   | T. Kobayashi                         |
| 23647 -                | 1997 BR3                 | 31 gennaio 1997   | T. Kobayashi                         |
| 23648 Kolář            | 1997 CB                  | 1 febbraio 1997   | L. Šarounová                         |
| 23649 Tohoku           | 1997 CJ5                 | 1 febbraio 1997   | N. Sato                              |
| 23650 Čvančara         | 1997 CU5                 | 7 febbraio 1997   | Kleť                                 |
| 23651 -                | 1997 CN12                | 3 febbraio 1997   | Spacewatch                           |
| 23652 -                | 1997 CW19                | 12 febbraio 1997  | T. Kobayashi                         |
| 23653 -                | 1997 CE21                | 6 febbraio 1997   | Spacewatch                           |
| 23654 -                | 1997 CC26                | 13 febbraio 1997  | T. Urata                             |
| 23655 -                | 1997 CG26                | 14 febbraio 1997  | T. Kobayashi                         |
| 23656 -                | 1997 CK26                | 14 febbraio 1997  | T. Kobayashi                         |
| 23657 -                | 1997 CB28                | 6 febbraio 1997   | Beijing Schmidt CCD Asteroid Program |
| 23658 -                | 1997 CC28                | 6 febbraio 1997   | Beijing Schmidt CCD Asteroid Program |
| 23659 -                | 1997 EH                  | 1 marzo 1997      | T. Kobayashi                         |
| 23660 -                | 1997 ED5                 | 4 marzo 1997      | Spacewatch                           |
| 23661 -                | 1997 EL16                | 5 marzo 1997      | Spacewatch                           |
| 23662 Jozankei         | 1997 ES17                | 3 marzo 1997      | K. Endate, K. Watanabe               |
| 23663 Kalou            | 1997 EG18                | 10 marzo 1997     | M. Meunier                           |
| 23664 -                | 1997 EP25                | 5 marzo 1997      | T. Urata                             |
| 23665 -                | 1997 EU46                | 12 marzo 1997     | E. W. Elst                           |
| 23666 -                | 1997 FT1                 | 30 marzo 1997     | Spacewatch                           |
| 23667 Savinakim        | 1997 FM4                 | 31 marzo 1997     | LINEAR                               |
| 23668 Eunbekim         | 1997 FR4                 | 31 marzo 1997     | LINEAR                               |
| 23669 Huihuifan        | 1997 FB5                 | 31 marzo 1997     | LINEAR                               |
| 23670 -                | 1997 GX14                | 3 aprile 1997     | LINEAR                               |
| 23671 -                | 1997 GX18                | 3 aprile 1997     | LINEAR                               |
| 23672 Swiggum          | 1997 GR21                | 6 aprile 1997     | LINEAR                               |
| 23673 Neilmehta        | 1997 GB23                | 6 aprile 1997     | LINEAR                               |
| 23674 Juliebaker       | 1997 GJ23                | 6 aprile 1997     | LINEAR                               |
| 23675 Zabinski         | 1997 GU23                | 6 aprile 1997     | LINEAR                               |
| 23676 Tomitayoshihiro  | 1997 GR25                | 4 aprile 1997     | K. Endate, K. Watanabe               |
| 23677 -                | 1997 GV32                | 3 aprile 1997     | LINEAR                               |
| 23678 -                | 1997 GW32                | 3 aprile 1997     | LINEAR                               |
| 23679 Andrewmoore      | 1997 GM33                | 3 aprile 1997     | LINEAR                               |
| 23680 Kerryking        | 1997 GL34                | 3 aprile 1997     | LINEAR                               |
| 23681 Prabhu           | 1997 GC36                | 6 aprile 1997     | LINEAR                               |
| 23682 -                | 1997 GT40                | 7 aprile 1997     | E. W. Elst                           |
| 23683 -                | 1997 HO1                 | 28 aprile 1997    | Spacewatch                           |
| 23684 -                | 1997 HB10                | 30 aprile 1997    | LINEAR                               |
| 23685 Toaldo           | 1997 JV                  | 1 maggio 1997     | Osservatorio San Vittore             |
| 23686 Songyuan         | 1997 JZ7                 | 8 maggio 1997     | Beijing Schmidt CCD Asteroid Program |
| 23687 -                | 1997 JA11                | 8 maggio 1997     | Spacewatch                           |
| 23688 Josephjoachim    | 1997 JJ11                | 3 maggio 1997     | E. W. Elst                           |
| 23689 Jancuypers       | 1997 JC13                | 3 maggio 1997     | E. W. Elst                           |
| 23690 Jiangwenhan      | 1997 JD14                | 9 maggio 1997     | Beijing Schmidt CCD Asteroid Program |
| 23691 Jefneve          | 1997 JN16                | 3 maggio 1997     | E. W. Elst                           |
| 23692 Nandatianwenners | 1997 KA                  | 20 maggio 1997    | Beijing Schmidt CCD Asteroid Program |
| 23693 -                | 1997 KU2                 | 30 maggio 1997    | Spacewatch                           |
| 23694 -                | 1997 KZ3                 | 29 maggio 1997    | Spacewatch                           |
| 23695 -                | 1997 MS4                 | 28 giugno 1997    | LINEAR                               |
| 23696 -                | 1997 MV4                 | 28 giugno 1997    | LINEAR                               |
| 23697 -                | 1997 MK9                 | 26 giugno 1997    | Spacewatch                           |
| 23698 -                | 1997 NA3                 | 4 luglio 1997     | Beijing Schmidt CCD Asteroid Program |
| 23699 Paulgordan       | 1997 ND3                 | 8 luglio 1997     | P. G. Comba                          |
| 23700 -                | 1997 OZ                  | 25 luglio 1997    | R. Pacheco, A. López                 |

## 23701-23800
| Nome                | Designazione provvisoria | Data di scoperta  | Scopritore                           |
| ------------------- | ------------------------ | ----------------- | ------------------------------------ |
| 23701 Liqibin       | 1997 PC1                 | 3 agosto 1997     | Beijing Schmidt CCD Asteroid Program |
| 23702 -             | 1997 QE1                 | 28 agosto 1997    | W. Offutt                            |
| 23703 -             | 1997 RJ1                 | 3 settembre 1997  | T. Urata                             |
| 23704 -             | 1997 SD10                | 23 settembre 1997 | Beijing Schmidt CCD Asteroid Program |
| 23705 -             | 1997 SQ14                | 28 settembre 1997 | Spacewatch                           |
| 23706 -             | 1997 SY32                | 29 settembre 1997 | Spacewatch                           |
| 23707 Chambliss     | 1997 TZ7                 | 4 ottobre 1997    | J. Bruton                            |
| 23708 -             | 1997 TR18                | 5 ottobre 1997    | Beijing Schmidt CCD Asteroid Program |
| 23709 -             | 1997 TA28                | 1 ottobre 1997    | Uppsala-DLR Trojan Survey            |
| 23710 -             | 1997 UJ                  | 20 ottobre 1997   | L. Šarounová                         |
| 23711 -             | 1997 UT2                 | 25 ottobre 1997   | T. Urata                             |
| 23712 Willpatrick   | 1998 AA                  | 1 gennaio 1998    | Needville                            |
| 23713 -             | 1998 EQ2                 | 2 marzo 1998      | ODAS                                 |
| 23714 -             | 1998 EC3                 | 1 marzo 1998      | T. Kobayashi                         |
| 23715 -             | 1998 FK2                 | 20 marzo 1998     | LINEAR                               |
| 23716 -             | 1998 FA107               | 31 marzo 1998     | LINEAR                               |
| 23717 Kaddoura      | 1998 FW118               | 31 marzo 1998     | LINEAR                               |
| 23718 Horgos        | 1998 GO10                | 2 aprile 1998     | K. Sárneczky, L. Kiss                |
| 23719 -             | 1998 HG23                | 20 aprile 1998    | LINEAR                               |
| 23720 -             | 1998 HG26                | 20 aprile 1998    | Spacewatch                           |
| 23721 -             | 1998 HQ27                | 22 aprile 1998    | Spacewatch                           |
| 23722 Gulak         | 1998 HD32                | 20 aprile 1998    | LINEAR                               |
| 23723 -             | 1998 HG40                | 20 aprile 1998    | LINEAR                               |
| 23724 -             | 1998 HW41                | 24 aprile 1998    | Spacewatch                           |
| 23725 -             | 1998 HH43                | 23 aprile 1998    | NEAT                                 |
| 23726 -             | 1998 HG48                | 20 aprile 1998    | LINEAR                               |
| 23727 Akihasan      | 1998 HO52                | 30 aprile 1998    | T. Okuni                             |
| 23728 Jasonmorrow   | 1998 HV63                | 21 aprile 1998    | LINEAR                               |
| 23729 Kemeisha      | 1998 HH80                | 21 aprile 1998    | LINEAR                               |
| 23730 Suncar        | 1998 HX89                | 21 aprile 1998    | LINEAR                               |
| 23731 -             | 1998 HA93                | 21 aprile 1998    | LINEAR                               |
| 23732 Choiseungjae  | 1998 HV95                | 21 aprile 1998    | LINEAR                               |
| 23733 Hyojiyun      | 1998 HE123               | 23 aprile 1998    | LINEAR                               |
| 23734 Kimgyehyun    | 1998 HK124               | 23 aprile 1998    | LINEAR                               |
| 23735 Cohen         | 1998 HM134               | 19 aprile 1998    | LINEAR                               |
| 23736 -             | 1998 HO148               | 25 aprile 1998    | E. W. Elst                           |
| 23737 -             | 1998 HW150               | 21 aprile 1998    | Spacewatch                           |
| 23738 van Zyl       | 1998 JZ1                 | 1 maggio 1998     | NEAT                                 |
| 23739 Kevin         | 1998 KS1                 | 18 maggio 1998    | LONEOS                               |
| 23740 -             | 1998 KP3                 | 25 maggio 1998    | F. B. Zoltowski                      |
| 23741 Takaaki       | 1998 KB4                 | 22 maggio 1998    | LONEOS                               |
| 23742 Okadatatsuaki | 1998 KW4                 | 22 maggio 1998    | LONEOS                               |
| 23743 Toshikasuga   | 1998 KT6                 | 22 maggio 1998    | LONEOS                               |
| 23744 Ootsubo       | 1998 KX6                 | 22 maggio 1998    | LONEOS                               |
| 23745 Liadawley     | 1998 KZ15                | 22 maggio 1998    | LINEAR                               |
| 23746 -             | 1998 KQ19                | 22 maggio 1998    | LINEAR                               |
| 23747 Rahaelgupta   | 1998 KW25                | 22 maggio 1998    | LINEAR                               |
| 23748 Kaarethode    | 1998 KF28                | 22 maggio 1998    | LINEAR                               |
| 23749 Thygesen      | 1998 KL30                | 22 maggio 1998    | LINEAR                               |
| 23750 Stepciechan   | 1998 KQ35                | 22 maggio 1998    | LINEAR                               |
| 23751 Davidprice    | 1998 KL37                | 22 maggio 1998    | LINEAR                               |
| 23752 Jacobshapiro  | 1998 KB41                | 22 maggio 1998    | LINEAR                               |
| 23753 Busdicker     | 1998 KP41                | 22 maggio 1998    | LINEAR                               |
| 23754 Rachnareddy   | 1998 KV46                | 22 maggio 1998    | LINEAR                               |
| 23755 Sergiolozano  | 1998 KY46                | 22 maggio 1998    | LINEAR                               |
| 23756 Daniellozano  | 1998 KE47                | 22 maggio 1998    | LINEAR                               |
| 23757 Jonmunoz      | 1998 KL48                | 22 maggio 1998    | LINEAR                               |
| 23758 Guyuzhou      | 1998 KG51                | 23 maggio 1998    | LINEAR                               |
| 23759 Wangzhaoxin   | 1998 KS56                | 22 maggio 1998    | LINEAR                               |
| 23760 -             | 1998 KM61                | 23 maggio 1998    | LINEAR                               |
| 23761 Yangliqing    | 1998 KJ63                | 22 maggio 1998    | LINEAR                               |
| 23762 -             | 1998 KF64                | 22 maggio 1998    | LINEAR                               |
| 23763 -             | 1998 MP7                 | 24 giugno 1998    | R. Linderholm                        |
| 23764 -             | 1998 MR15                | 21 giugno 1998    | Spacewatch                           |
| 23765 -             | 1998 MN16                | 27 giugno 1998    | Spacewatch                           |
| 23766 -             | 1998 MZ23                | 25 giugno 1998    | Spacewatch                           |
| 23767 -             | 1998 MG31                | 24 giugno 1998    | LINEAR                               |
| 23768 Abu-Rmaileh   | 1998 MT32                | 24 giugno 1998    | LINEAR                               |
| 23769 Russellbabb   | 1998 MP33                | 24 giugno 1998    | LINEAR                               |
| 23770 -             | 1998 MQ35                | 24 giugno 1998    | LINEAR                               |
| 23771 Emaitchar     | 1998 MR37                | 24 giugno 1998    | LONEOS                               |
| 23772 Masateru      | 1998 MU37                | 24 giugno 1998    | LONEOS                               |
| 23773 Sarugaku      | 1998 MV37                | 24 giugno 1998    | LONEOS                               |
| 23774 Herbelliott   | 1998 MZ41                | 26 giugno 1998    | J. Broughton                         |
| 23775 Okudaira      | 1998 PE                  | 2 agosto 1998     | LONEOS                               |
| 23776 Gosset        | 1998 QE                  | 17 agosto 1998    | P. G. Comba                          |
| 23777 Goursat       | 1998 QT5                 | 23 agosto 1998    | P. G. Comba                          |
| 23778 -             | 1998 QO7                 | 17 agosto 1998    | LINEAR                               |
| 23779 Cambier       | 1998 QL10                | 17 agosto 1998    | LINEAR                               |
| 23780 -             | 1998 QT10                | 17 agosto 1998    | LINEAR                               |
| 23781 -             | 1998 QT11                | 17 agosto 1998    | LINEAR                               |
| 23782 -             | 1998 QE12                | 17 agosto 1998    | LINEAR                               |
| 23783 Alyssachan    | 1998 QG12                | 17 agosto 1998    | LINEAR                               |
| 23784 -             | 1998 QW15                | 22 agosto 1998    | P. Antonini                          |
| 23785 -             | 1998 QJ16                | 17 agosto 1998    | LINEAR                               |
| 23786 -             | 1998 QK16                | 17 agosto 1998    | LINEAR                               |
| 23787 -             | 1998 QC17                | 17 agosto 1998    | LINEAR                               |
| 23788 Cofer         | 1998 QT18                | 17 agosto 1998    | LINEAR                               |
| 23789 -             | 1998 QW18                | 17 agosto 1998    | LINEAR                               |
| 23790 -             | 1998 QK19                | 17 agosto 1998    | LINEAR                               |
| 23791 Kaysonconlin  | 1998 QX21                | 17 agosto 1998    | LINEAR                               |
| 23792 Alyssacook    | 1998 QU24                | 17 agosto 1998    | LINEAR                               |
| 23793 -             | 1998 QK26                | 23 agosto 1998    | F. B. Zoltowski                      |
| 23794 -             | 1998 QG29                | 22 agosto 1998    | Beijing Schmidt CCD Asteroid Program |
| 23795 -             | 1998 QW32                | 17 agosto 1998    | LINEAR                               |
| 23796 -             | 1998 QK34                | 17 agosto 1998    | LINEAR                               |
| 23797 -             | 1998 QR36                | 17 agosto 1998    | LINEAR                               |
| 23798 Samagonzalez  | 1998 QL37                | 17 agosto 1998    | LINEAR                               |
| 23799 -             | 1998 QZ37                | 17 agosto 1998    | LINEAR                               |
| 23800 -             | 1998 QD38                | 17 agosto 1998    | LINEAR                               |

## 23801-23900
| Nome                   | Designazione provvisoria | Data di scoperta  | Scopritore          |
| ---------------------- | ------------------------ | ----------------- | ------------------- |
| 23801 Erikgustafson    | 1998 QQ38                | 17 agosto 1998    | LINEAR              |
| 23802 -                | 1998 QA39                | 17 agosto 1998    | LINEAR              |
| 23803 -                | 1998 QE39                | 17 agosto 1998    | LINEAR              |
| 23804 Haber            | 1998 QR39                | 17 agosto 1998    | LINEAR              |
| 23805 -                | 1998 QB40                | 17 agosto 1998    | LINEAR              |
| 23806 -                | 1998 QD40                | 17 agosto 1998    | LINEAR              |
| 23807 -                | 1998 QM40                | 17 agosto 1998    | LINEAR              |
| 23808 Joshuahammer     | 1998 QL42                | 17 agosto 1998    | LINEAR              |
| 23809 Haswell          | 1998 QC44                | 17 agosto 1998    | LINEAR              |
| 23810 -                | 1998 QO45                | 17 agosto 1998    | LINEAR              |
| 23811 Connorivens      | 1998 QB46                | 17 agosto 1998    | LINEAR              |
| 23812 Jannuzi          | 1998 QR46                | 17 agosto 1998    | LINEAR              |
| 23813 -                | 1998 QT46                | 17 agosto 1998    | LINEAR              |
| 23814 Bethanylynne     | 1998 QE49                | 17 agosto 1998    | LINEAR              |
| 23815 -                | 1998 QF49                | 17 agosto 1998    | LINEAR              |
| 23816 Rohitkamat       | 1998 QF50                | 17 agosto 1998    | LINEAR              |
| 23817 Gokulk           | 1998 QX50                | 17 agosto 1998    | LINEAR              |
| 23818 Matthewlepow     | 1998 QZ50                | 17 agosto 1998    | LINEAR              |
| 23819 Tsuyoshi         | 1998 QK54                | 27 agosto 1998    | LONEOS              |
| 23820 -                | 1998 QT69                | 24 agosto 1998    | LINEAR              |
| 23821 Morganmonroe     | 1998 QZ69                | 24 agosto 1998    | LINEAR              |
| 23822 -                | 1998 QC70                | 24 agosto 1998    | LINEAR              |
| 23823 -                | 1998 QJ70                | 24 agosto 1998    | LINEAR              |
| 23824 -                | 1998 QX72                | 24 agosto 1998    | LINEAR              |
| 23825 -                | 1998 QD73                | 24 agosto 1998    | LINEAR              |
| 23826 -                | 1998 QO73                | 24 agosto 1998    | LINEAR              |
| 23827 -                | 1998 QG74                | 24 agosto 1998    | LINEAR              |
| 23828 -                | 1998 QK76                | 24 agosto 1998    | LINEAR              |
| 23829 -                | 1998 QR77                | 24 agosto 1998    | LINEAR              |
| 23830 -                | 1998 QZ85                | 24 agosto 1998    | LINEAR              |
| 23831 Mattmooney       | 1998 QK86                | 24 agosto 1998    | LINEAR              |
| 23832 -                | 1998 QW89                | 24 agosto 1998    | LINEAR              |
| 23833 Mowers           | 1998 QS90                | 28 agosto 1998    | LINEAR              |
| 23834 Mukhopadhyay     | 1998 QW90                | 28 agosto 1998    | LINEAR              |
| 23835 -                | 1998 QF91                | 28 agosto 1998    | LINEAR              |
| 23836 -                | 1998 QS93                | 17 agosto 1998    | LINEAR              |
| 23837 Matthewnanni     | 1998 QY93                | 17 agosto 1998    | LINEAR              |
| 23838 -                | 1998 QB96                | 19 agosto 1998    | LINEAR              |
| 23839 -                | 1998 QO100               | 26 agosto 1998    | E. W. Elst          |
| 23840 -                | 1998 QP100               | 26 agosto 1998    | E. W. Elst          |
| 23841 -                | 1998 QG102               | 26 agosto 1998    | E. W. Elst          |
| 23842 -                | 1998 QM106               | 25 agosto 1998    | E. W. Elst          |
| 23843 -                | 1998 QU106               | 25 agosto 1998    | E. W. Elst          |
| 23844 Raghvendra       | 1998 QB109               | 17 agosto 1998    | LINEAR              |
| 23845 -                | 1998 RB                  | 2 settembre 1998  | A. Sugie            |
| 23846 -                | 1998 RF                  | 1 settembre 1998  | F. B. Zoltowski     |
| 23847 -                | 1998 RC1                 | 12 settembre 1998 | T. Kobayashi        |
| 23848 -                | 1998 RJ1                 | 10 settembre 1998 | Višnjan Observatory |
| 23849 -                | 1998 RA19                | 14 settembre 1998 | LINEAR              |
| 23850 Ramaswami        | 1998 RJ34                | 14 settembre 1998 | LINEAR              |
| 23851 Rottman-Yang     | 1998 RZ34                | 14 settembre 1998 | LINEAR              |
| 23852 Laurierumker     | 1998 RN35                | 14 settembre 1998 | LINEAR              |
| 23853 -                | 1998 RZ35                | 14 settembre 1998 | LINEAR              |
| 23854 Rickschaffer     | 1998 RD40                | 14 settembre 1998 | LINEAR              |
| 23855 Brandonshih      | 1998 RD44                | 14 settembre 1998 | LINEAR              |
| 23856 -                | 1998 RU47                | 14 settembre 1998 | LINEAR              |
| 23857 -                | 1998 RT50                | 14 settembre 1998 | LINEAR              |
| 23858 Ambrosesoehn     | 1998 RG53                | 14 settembre 1998 | LINEAR              |
| 23859 -                | 1998 RX55                | 14 settembre 1998 | LINEAR              |
| 23860 -                | 1998 RU56                | 14 settembre 1998 | LINEAR              |
| 23861 Benjaminsong     | 1998 RM58                | 14 settembre 1998 | LINEAR              |
| 23862 -                | 1998 RU59                | 14 settembre 1998 | LINEAR              |
| 23863 -                | 1998 RB62                | 14 settembre 1998 | LINEAR              |
| 23864 -                | 1998 RP64                | 14 settembre 1998 | LINEAR              |
| 23865 Karlsorensen     | 1998 RK65                | 14 settembre 1998 | LINEAR              |
| 23866 -                | 1998 RC69                | 14 settembre 1998 | LINEAR              |
| 23867 Cathsoto         | 1998 RG71                | 14 settembre 1998 | LINEAR              |
| 23868 -                | 1998 RA73                | 14 settembre 1998 | LINEAR              |
| 23869 -                | 1998 RF74                | 14 settembre 1998 | LINEAR              |
| 23870 -                | 1998 RW75                | 14 settembre 1998 | LINEAR              |
| 23871 -                | 1998 RC76                | 14 settembre 1998 | LINEAR              |
| 23872 -                | 1998 RH76                | 14 settembre 1998 | LINEAR              |
| 23873 -                | 1998 RL76                | 14 settembre 1998 | LINEAR              |
| 23874 -                | 1998 RB77                | 14 settembre 1998 | LINEAR              |
| 23875 Strube           | 1998 RC77                | 14 settembre 1998 | LINEAR              |
| 23876 -                | 1998 RZ79                | 14 settembre 1998 | LINEAR              |
| 23877 Gourmaud         | 1998 SP                  | 16 settembre 1998 | ODAS                |
| 23878 -                | 1998 SN2                 | 18 settembre 1998 | ODAS                |
| 23879 Demura           | 1998 SX4                 | 17 settembre 1998 | LONEOS              |
| 23880 Tongil           | 1998 SG5                 | 18 settembre 1998 | T. H. Lee           |
| 23881 -                | 1998 SP7                 | 20 settembre 1998 | Spacewatch          |
| 23882 Fredcourant      | 1998 SC12                | 22 settembre 1998 | ODAS                |
| 23883 -                | 1998 SL12                | 21 settembre 1998 | Višnjan Observatory |
| 23884 Karenharvey      | 1998 SY12                | 20 settembre 1998 | R. A. Tucker        |
| 23885 -                | 1998 SE13                | 16 settembre 1998 | ODAS                |
| 23886 Toshihamane      | 1998 SV23                | 17 settembre 1998 | LONEOS              |
| 23887 Shinsukeabe      | 1998 SA24                | 17 settembre 1998 | LONEOS              |
| 23888 Daikinoshita     | 1998 SZ24                | 18 settembre 1998 | LONEOS              |
| 23889 Hermanngrassmann | 1998 SC28                | 26 settembre 1998 | P. G. Comba         |
| 23890 Quindou          | 1998 SO35                | 22 settembre 1998 | ODAS                |
| 23891 -                | 1998 SC49                | 23 settembre 1998 | Višnjan Observatory |
| 23892 -                | 1998 SH49                | 23 settembre 1998 | T. Pauwels          |
| 23893 Lauman           | 1998 SL54                | 16 settembre 1998 | LONEOS              |
| 23894 Arikahiguchi     | 1998 SM56                | 16 settembre 1998 | LONEOS              |
| 23895 Akikonakamura    | 1998 SH58                | 17 settembre 1998 | LONEOS              |
| 23896 Tatsuaki         | 1998 SF59                | 17 settembre 1998 | LONEOS              |
| 23897 Daikuroda        | 1998 SA60                | 17 settembre 1998 | LONEOS              |
| 23898 Takir            | 1998 SG60                | 17 settembre 1998 | LONEOS              |
| 23899 Kornoš           | 1998 SE61                | 17 settembre 1998 | LONEOS              |
| 23900 Urakawa          | 1998 SO61                | 17 settembre 1998 | LONEOS              |

## 23901-24000
| Nome                | Designazione provvisoria | Data di scoperta  | Scopritore                           |
| ------------------- | ------------------------ | ----------------- | ------------------------------------ |
| 23901 -             | 1998 SU62                | 25 settembre 1998 | Beijing Schmidt CCD Asteroid Program |
| 23902 -             | 1998 SN64                | 20 settembre 1998 | E. W. Elst                           |
| 23903 -             | 1998 SK65                | 20 settembre 1998 | E. W. Elst                           |
| 23904 Amytang       | 1998 SE70                | 21 settembre 1998 | LINEAR                               |
| 23905 -             | 1998 SQ70                | 21 settembre 1998 | E. W. Elst                           |
| 23906 -             | 1998 SB72                | 21 settembre 1998 | E. W. Elst                           |
| 23907 -             | 1998 SH72                | 21 settembre 1998 | E. W. Elst                           |
| 23908 -             | 1998 SL80                | 26 settembre 1998 | LINEAR                               |
| 23909 -             | 1998 SZ96                | 26 settembre 1998 | LINEAR                               |
| 23910 -             | 1998 SP115               | 26 settembre 1998 | LINEAR                               |
| 23911 -             | 1998 SF128               | 26 settembre 1998 | LINEAR                               |
| 23912 -             | 1998 SU128               | 26 settembre 1998 | LINEAR                               |
| 23913 -             | 1998 SB129               | 26 settembre 1998 | LINEAR                               |
| 23914 -             | 1998 SO129               | 26 settembre 1998 | LINEAR                               |
| 23915 -             | 1998 SN130               | 26 settembre 1998 | LINEAR                               |
| 23916 -             | 1998 SD131               | 26 settembre 1998 | LINEAR                               |
| 23917 -             | 1998 SV132               | 26 settembre 1998 | LINEAR                               |
| 23918 -             | 1998 SH133               | 26 settembre 1998 | LINEAR                               |
| 23919 -             | 1998 SV134               | 26 settembre 1998 | LINEAR                               |
| 23920 -             | 1998 SE135               | 26 settembre 1998 | LINEAR                               |
| 23921 -             | 1998 SH135               | 26 settembre 1998 | LINEAR                               |
| 23922 Tawadros      | 1998 SR135               | 26 settembre 1998 | LINEAR                               |
| 23923 -             | 1998 SA137               | 26 settembre 1998 | LINEAR                               |
| 23924 Premt         | 1998 SX140               | 26 settembre 1998 | LINEAR                               |
| 23925 -             | 1998 SZ140               | 26 settembre 1998 | LINEAR                               |
| 23926 -             | 1998 SU141               | 26 settembre 1998 | LINEAR                               |
| 23927 -             | 1998 SS144               | 20 settembre 1998 | E. W. Elst                           |
| 23928 Darbywoodard  | 1998 ST160               | 26 settembre 1998 | LINEAR                               |
| 23929 -             | 1998 SU163               | 18 settembre 1998 | E. W. Elst                           |
| 23930 -             | 1998 SX163               | 18 settembre 1998 | E. W. Elst                           |
| 23931 Ibuki         | 1998 SV164               | 21 settembre 1998 | LONEOS                               |
| 23932 -             | 1998 TN2                 | 13 ottobre 1998   | ODAS                                 |
| 23933 -             | 1998 TD3                 | 14 ottobre 1998   | CSS                                  |
| 23934 -             | 1998 TN5                 | 13 ottobre 1998   | K. Korlević                          |
| 23935 -             | 1998 TU6                 | 13 ottobre 1998   | K. Korlević                          |
| 23936 -             | 1998 TV6                 | 13 ottobre 1998   | K. Korlević                          |
| 23937 Delibes       | 1998 TR15                | 15 ottobre 1998   | ODAS                                 |
| 23938 Kurosaki      | 1998 TR33                | 14 ottobre 1998   | LONEOS                               |
| 23939 -             | 1998 TV33                | 14 ottobre 1998   | LONEOS                               |
| 23940 -             | 1998 UE                  | 16 ottobre 1998   | CSS                                  |
| 23941 -             | 1998 UW1                 | 16 ottobre 1998   | K. Korlević                          |
| 23942 -             | 1998 UX1                 | 16 ottobre 1998   | K. Korlević                          |
| 23943 -             | 1998 UO2                 | 20 ottobre 1998   | ODAS                                 |
| 23944 Dusser        | 1998 UR3                 | 20 ottobre 1998   | ODAS                                 |
| 23945 -             | 1998 US4                 | 20 ottobre 1998   | ODAS                                 |
| 23946 Marcelleroux  | 1998 UL6                 | 22 ottobre 1998   | ODAS                                 |
| 23947 -             | 1998 UH16                | 23 ottobre 1998   | ODAS                                 |
| 23948 -             | 1998 UQ18                | 25 ottobre 1998   | T. Kobayashi                         |
| 23949 Dazapata      | 1998 UP21                | 28 ottobre 1998   | LINEAR                               |
| 23950 Tsusakamoto   | 1998 UM24                | 18 ottobre 1998   | LONEOS                               |
| 23951 -             | 1998 UX25                | 18 ottobre 1998   | E. W. Elst                           |
| 23952 -             | 1998 UU28                | 18 ottobre 1998   | E. W. Elst                           |
| 23953 -             | 1998 UV30                | 18 ottobre 1998   | E. W. Elst                           |
| 23954 -             | 1998 UT35                | 28 ottobre 1998   | LINEAR                               |
| 23955 Nishikota     | 1998 UO44                | 18 ottobre 1998   | LONEOS                               |
| 23956 -             | 1998 VD9                 | 10 novembre 1998  | LINEAR                               |
| 23957 -             | 1998 VL16                | 10 novembre 1998  | LINEAR                               |
| 23958 Theronice     | 1998 VD30                | 10 novembre 1998  | LINEAR                               |
| 23959 -             | 1998 VZ36                | 10 novembre 1998  | LINEAR                               |
| 23960 -             | 1998 VL37                | 10 novembre 1998  | LINEAR                               |
| 23961 -             | 1998 VL39                | 11 novembre 1998  | LINEAR                               |
| 23962 -             | 1998 WO1                 | 18 novembre 1998  | T. Kobayashi                         |
| (23963) 1998 WY8    | 1998 WY8                 | 18 novembre 1998  | N. Sato                              |
| 23964 -             | 1998 WR15                | 21 novembre 1998  | LINEAR                               |
| 23965 -             | 1998 WP16                | 21 novembre 1998  | LINEAR                               |
| 23966 -             | 1998 WO22                | 18 novembre 1998  | LINEAR                               |
| 23967 -             | 1998 XQ12                | 14 dicembre 1998  | K. Korlević                          |
| (23968) 1998 XA13   | 1998 XA13                | 8 dicembre 1998   | ODAS                                 |
| 23969 -             | 1998 XF78                | 15 dicembre 1998  | LINEAR                               |
| (23970) 1998 YP6    | 1998 YP6                 | 21 dicembre 1998  | ODAS                                 |
| 23971 -             | 1998 YU9                 | 25 dicembre 1998  | K. Korlević, M. Jurić                |
| 23972 -             | 1999 AA                  | 3 gennaio 1999    | T. Kobayashi                         |
| 23973 -             | 1999 CA4                 | 5 febbraio 1999   | Beijing Schmidt CCD Asteroid Program |
| 23974 -             | 1999 CK12                | 12 febbraio 1999  | LINEAR                               |
| 23975 Akran         | 1999 CU81                | 12 febbraio 1999  | LINEAR                               |
| 23976 -             | 1999 DZ6                 | 23 febbraio 1999  | LINEAR                               |
| 23977 -             | 1999 GW6                 | 14 aprile 1999    | LINEAR                               |
| 23978 -             | 1999 JF21                | 10 maggio 1999    | LINEAR                               |
| 23979 -             | 1999 JL82                | 12 maggio 1999    | LINEAR                               |
| 23980 Ogden         | 1999 JA124               | 14 maggio 1999    | LINEAR                               |
| 23981 Patjohnson    | 1999 LC4                 | 9 giugno 1999     | LINEAR                               |
| 23982 -             | 1999 LM12                | 9 giugno 1999     | LINEAR                               |
| 23983 -             | 1999 NS11                | 13 luglio 1999    | LINEAR                               |
| 23984 -             | 1999 NC42                | 14 luglio 1999    | LINEAR                               |
| 23985 -             | 1999 NB53                | 12 luglio 1999    | LINEAR                               |
| 23986 -             | 1999 NZ53                | 12 luglio 1999    | LINEAR                               |
| 23987 -             | 1999 NB63                | 13 luglio 1999    | LINEAR                               |
| 23988 Maungakiekie  | 1999 RB                  | 2 settembre 1999  | I. P. Griffin                        |
| 23989 Farpoint      | 1999 RF                  | 3 settembre 1999  | G. Hug, G. Bell                      |
| 23990 Springsteen   | 1999 RM1                 | 4 settembre 1999  | I. P. Griffin                        |
| 23991 -             | 1999 RD3                 | 6 settembre 1999  | K. Korlević                          |
| 23992 Markhobbs     | 1999 RO11                | 7 settembre 1999  | LINEAR                               |
| 23993 -             | 1999 RS13                | 7 settembre 1999  | LINEAR                               |
| 23994 Mayhan        | 1999 RA14                | 7 settembre 1999  | LINEAR                               |
| 23995 Oechsle       | 1999 RX17                | 7 settembre 1999  | LINEAR                               |
| 23996 -             | 1999 RT27                | 8 settembre 1999  | K. Korlević                          |
| 23997 -             | 1999 RW27                | 8 settembre 1999  | K. Korlević                          |
| 23998 -             | 1999 RP29                | 8 settembre 1999  | LINEAR                               |
| 23999 Rinner        | 1999 RA33                | 9 settembre 1999  | L. Bernasconi                        |
| 24000 Patrickdufour | 1999 RB33                | 10 settembre 1999 | L. Bernasconi                        |